# Hamburger Künstlerverein von 1832

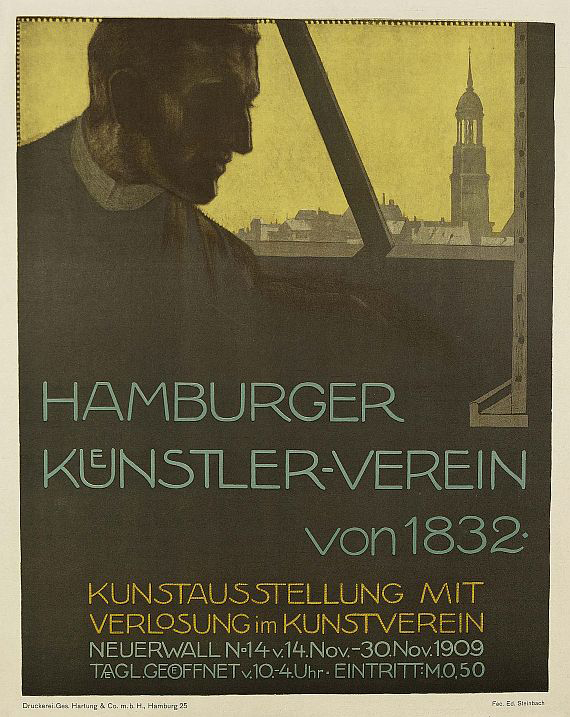
Werbeplakat zur Kunstausstellung des Hamburger Künstlervereins im Kunstverein in Hamburg von Eduard Steinbach, 1909

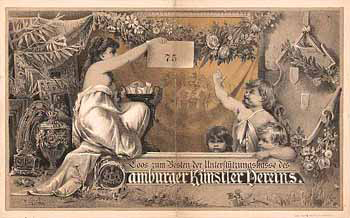
Los zur Unterstützung des Vereins. Aufschrift: Loos zum Besten der Unterstützungskasse des Hamburger Künstler-Vereins, ca. 1870

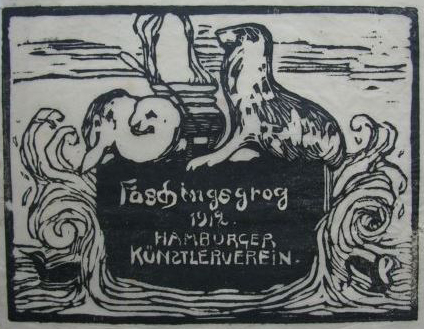
Einladung zum Faschingsgrog 1912 von dem Hamburger Künstlerverein. Holzschnitt auf Japanpapier von Friedrich Lissmann

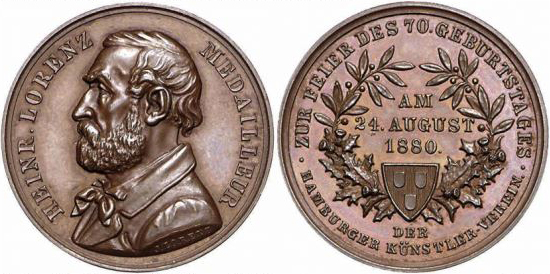
Medaille zur Feier des 70. Geburtstages des Medailleurs Heinrich Lorenz, vom Hamburger Künstlerverein, 1880

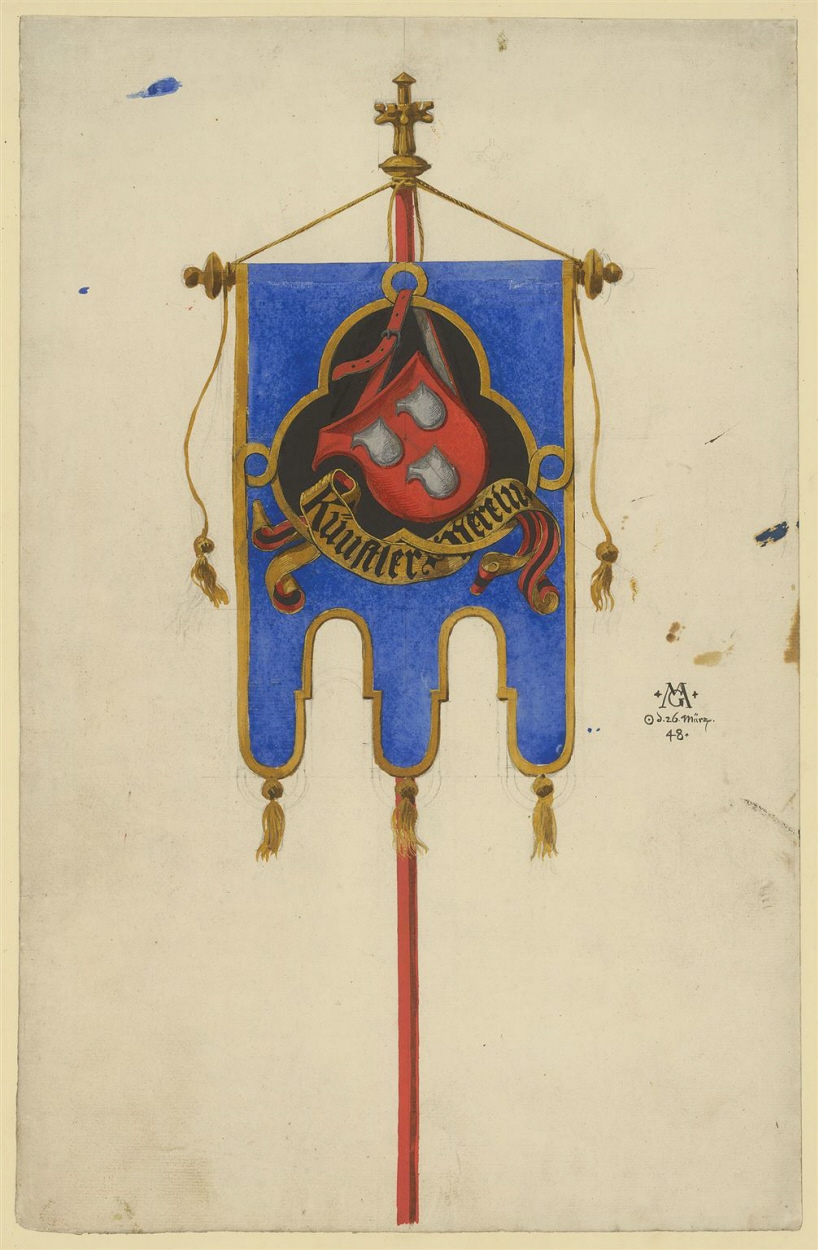
Entwurf eines Banners für den Hamburger Künstlerverein von Martin Gensler, 26. März 1848, Hamburger Kunsthalle

Der Hamburger Künstlerverein von 1832, auch Hamburger Künstler-Verein, wurde unter dem Namen Klub Hamburgischer junger Künstler im September 1832 gegründet und existierte bis in die zweite Hälfte des 20. Jahrhunderts.

## Der Verein
Am 19. September 1832 fanden sich fünfzehn Hamburger Künstler zusammen und gründeten den Klub Hamburgischer junger Künstler, der bald in Hamburger Künstlerverein umbenannt wurde. Zu den Gründern gehörten die drei Malerbrüder Günther Gensler, Martin Gensler und Jacob Gensler, die anderen Maler Carl Julius Milde, der der erste Präses des Vereins wurde, Otto Speckter, Franz Heesche, Johann Wilhelm David Bantelmann, August Jancke, Heinrich Stuhlmann, Georg Viegelmann, Johann Ludwig Wilhelm Westermann und Adolph Friedrich Vollmer, der Bildhauer Otto Sigismund Runge sowie die beiden Architekten Johann Friedrich Lauenburg und Alexander Gascard, der auch Lithograph war. Im Gründungsjahr kamen noch der Maler Hermann Kauffmann und der Architekt Gottfried Semper hinzu. Die Maler kannten sich meist schon länger aus dem Zeichenunterricht am Johanneum bei Gerdt Hardorff dem Älteren oder von ihrem Studium an der Akademie der Bildenden Künste in München, wo sie auch der Hamburger Künstlerkolonie angehörten. Einige hatten einen Italienaufenthalt hinter sich und waren stilistisch den Nazarenern bzw. den Deutschrömern zuzuordnen oder waren zumindest von ihnen beeinflusst. Die meisten Maler waren Vertreter der Hamburger Schule. Getroffen hat man sich immer sonnabends, im Sommer im oberen großen Raum des Baumhauses am Baumwall und im Winter bis zum großen Brand 1842 im Ratsweinkeller des Eimbecksche Hauses. Ab 1847 tagte dann der Verein jahrzehntelang im neuen Haus der Patriotischen Gesellschaft. 1845 waren es schon 68 Mitglieder. Ein Drittel der Mitglieder gehörte auch dem Kunstverein in Hamburg an. Sich gemeinsam künstlerisch zu fördern und sich in der Liebe zur Kunst zu bestärken, war die Absicht des Vereins. Der Aspekt der gegenseitigen Belehrung war ein wichtiger Aspekt bei dem Künstlerverein. Bei jedem Treffen musste ein Mitglied etwas vorweisen, was begutachtet und kritisiert wurde. Wer nichts vorlegte, musste eine Strafe zahlen.
Ab 1834 veranstaltete der Verein auch Ausstellungen, zunächst alle zwei Jahre eine Verkaufsausstellung im Kunstverein, doch dann folgten jährliche Ausstellungen. Der kunstinteressierte Senatssyndikus Karl Sieveking war ein Förderer des Vereins. Alexis de Chateauneuf hatte unter anderem schon dessen Landhaus im Hammer Park ausgebaut, auch Möbel entworfen, und Erwin Speckter hatte 1830 die Decken- und Wandmalereien auf die Holzverkleidungen des kleinen Kabinetts des Hauses gemalt, die sich heute im Museum für Kunst und Gewerbe befinden. Künstler, wie die Gensler-Brüder, Hermann Kauffmann, Otto Speckter oder Heinrich Stuhlmann gingen in dem Haus ein und aus. Anlässlich des Besuches des dänischen Königs Christian VIII. und seiner Gemahlin Caroline Amalie wurde 1840 in der Halle des Hammer Hofes im Hammer Park eine Ausstellung des Hamburger Künstlervereins veranstaltet, an der 24 Künstler teilnahmen. Die älteste Tochter Sievekings, Elisabeth Sieveking hielt die Ausstellung in einer kleinen Tuschezeichnung fest.
1841 wurde vom Hamburger Künstlerverein die Witwenkasse gegründet, die Künstlerfamilien sozial absichern sollte. Der Verein organisierte auch Künstlerfeste, 1852 fand das erste statt. Im selben Jahr wurde dem Maler Gerdt Hardorff, der Zeichenlehrer unter anderen am Johanneum und an der Zeichenschule der Patriotischen Gesellschaft war, und damit wegweisender Lehrer vieler Hamburger Maler, die Ehrenmitgliedschaft des Künstlervereins verliehen.
Da zwischen Kieler und Hamburger Künstler gute Kontakte gepflegt wurden, reiste der Maler Friedrich Loos am 21. Mai 1859 im Namen des Ende 1857 gegründeten Kieler Künstlervereins nach Hamburg, um die Kollegen des Hamburger Künstlervereins zu einem gemeinsamen Fest einzuladen, das am 29. Mai stattfand und zu Ehren Albrecht Dürers, der ein Symbol der deutschen Einheitsbewegung war, veranstaltet wurde. Im Protokoll des Hamburger Künstlervereins heißt es:

„Herr Loos, Landschaftsmaler aus Kiel, gab mündliche Erläuterungen zu einer schriftlichen Einladung des dortigen Künstlervereins, ein Fest westlich von Kiel mit ihm zu feiern; den Eingeladenen wurde freie Wohnung zugesagt, die Zehrung aber sollte gemeinschaftlich (ein sogenanntes Picknick) sein. Die Gesellschaft nahm dankend an.“

Die in Hamburg gedruckte Einladungskarte entwarf der Hamburger Maler Hermann Wilhelm Soltau, der guten Kontakt zu den Kieler Künstlern hegte. Der Entwurf befindet sich heute im Kupferstichkabinett der Hamburger Kunsthalle. Zu den Teilnehmern, die sich im Großen Saal des Lokals Englischer Garten in der Eckernförder Straße versammelten, gehörten die Hamburger Louis Asher, Peter Gustav Brünner (1833–1929), Carl Gottfried Eybe, Günther Gensler, Martin Gensler, Hermann Rudolph Hardorff, Hermann Dietrich Hastedt (1824–1901), Carl Martin Laeisz, A. L. J. Meier (1828–1878), Julius Diedrich Meyer (1833–?), Heinrich Friedrich Christoph Rampendahl, Valentin Ruths und Hermann Wilhelm Soltau sowie Künstler des Kieler Künstlervereins und rund 500 Kunstfreunde. Nach der Eröffnungsrede des Architekten und Vorsitzenden des Kieler Künstlervereins Gustav Ludolf Martens (1818–1882) setzte der Festzug sich in Bewegung. An Bäumen genagelte Figuren im Stil des Wochenblatts Kladderadatsch wiesen den Weg. Günther Gensler, Präsident des Hamburger Künstlervereins notierte:

„An antiken Lagerstätten auf Teppichen, unter Zelten, sammelte sich grüppchenweise die Gesellschaft. Allerorten wurden die Hamburger gastfrei eingeladen. Hier briet ein Schaf am hölzernen Spieße, dort ward in seemännischer Kochgerätschaft Suppe und Braten bereitet, … Champagner perlte, Rheinwein glänzte.“

Günther Gensler lobte die Kieler Künstler und schenkte dem Kieler Künstlerverein zum Dank einen Trinkbecher mit Inschrift. Beim Uhlenkrug (heute Julienlust) an der Grenze zum Amt Kronshagen hielt der Kieler Maler Friedrich Ernst Wolperding, der auch Mitglied im Hamburger Künstlerverein war, einen poetischen Willkommensgruß. Als man unter Marschmusik den Festplatz im Buchhenhain bei Hasseldieksdamm erreicht hatte, folgten eine Rede, ein Umzug durch den Wald, begleitet vom Gesang des Cäcilien-Vereins, weitere Reden und Trinksprüche, die allgemeinen Belustigungen mit Tanz, später im Waldesdunkel mit Bengalischem Feuer, bis ein Signal zur Heimkehr ertönte.
Am 18. September 1859 reiste der Hamburger Künstlerverein erneut nach Kiel, um sein Stiftungsfest zum 28. Jubiläum mit dem Kieler Künstlerverein zusammen zu feiern. 36 Festteilnehmer, darunter nicht weniger als 20 aus Hamburg, unternahmen eine Bootsfahrt nach Neumühlen und wanderten über die Höhen nach Ellerbek. Beim Sandkrug fand ein Festessen mit Begleitmusik statt. Bei dieser Gelegenheit überreichte Hermann Wilhelm Soltau im Namen des Hamburger Künstlervereins dem Kieler Künstlerverein eine malerisch und zeichnerisch reich verzierte Dankesadresse. Die Dankesadresse befindet sich heute in der Sammlung der Schleswig-Holsteinischen Landesbibliothek in Kiel. Der Text der Dankesadresse hat folgenden Wortlaut:

„Der Künstler Verein in Hamburg – dem Künstler Verein in Kiel Gruß und Handschlag zuvor – sintemalen wir den Beschluss gefasst, den 28sten Stiftungs-Tag – unseres Vereins, in der Umgegend der Stadt Kiel, zu feiern, diesen – Beschluss am heutigen Tag ausgeführt haben, und durch Theilnahme und – das Entgegenkommen der Mitglieder des Künstler Vereins in Kiel so wie – deren Freunden aufs bereitwilligste unterstützt wurden, hinterlassen die Unter- – zeichneten diese Urkunde, als Beweis Ihres aufrichtigen Dankes.“

Zu den Unterzeichneten gehörten A. L. J. Meier, H. E. Lüders (1835–?), Berend Otto Roosen (1832–1912), Ernst Glüer, Dr. J. H. Lührs (Gründer und Präses des Hamburger Tierschutzvereins), Otto Speckter, H. S. Ehbets (1833–1878), Hermann Kauffmann, Peter Gustav Brünner, H. J. Hochstein (1826–?), Christian Carl Magnussen, Carl Martin Laeisz, Georg Haeselich, Adolph Diedrich Kindermann, Ernst Gottfried Vivié, Heinrich Friedrich Christoph Rampendahl, Martin Gensler, Günther Gensler und Hermann Wilhelm Soltau.
Als der Kieler Maler Theodor Rehbenitz 19. Februar 1861 in Kiel verstarb, vertrat der Maler Rudolf Nonnenkamp den Hamburger Künstlerverein auf dessen Trauerfeier. Als am 14. Mai 1861 Hermann Wilhelm Soltau in Hamburg verstarb, brachten zwei Kieler im Namen des Kieler Künstlervereins einen Kranz zu dessen Begräbnis.
1920 veranstaltete der Kunstverein in der Hamburger Kunsthalle eine Frühjahrsausstellung mit dem Titel Hamburgische Künstlerschaft. Eine Zusammenarbeit des Hamburger Künstlervereins und der Hamburgischen Sezession war dabei nur deshalb möglich, weil man der Sezession außergewöhnliche Sonderrechte zubilligte. Statt eine Jury in der Sparte Malerei und Graphik gab es nun zwei, von denen eine ausschließlich aus Mitgliedern des Sezession bestand. Zudem mussten im Ausstellungskatalog Mitglieder der Sezession als solche gekennzeichnet werden. Von den 16 Abbildungen im Katalog wurden 8 der Sezession zuerkannt, obwohl von den 152 Teilnehmern der Ausstellung nur 17 der Sezession angehörten. Der erfolgreiche Verlauf der gemeinsamen Ausstellung führte im Herbst 1920 zur Gründung einer Dachorganisation, der man, wie schon der Ausstellung, den Namen Hamburgische Künstlerschaft gab.
Der Hamburger Künstlerverein war Mitglied des Kunstvereins in Hamburg und des Kartells Hamburger Künstlerverbände, das am 20. Februar 1929 gegründet wurde und dessen Präsident der Schriftsteller Hans Henny Jahnn war. Das Kartell war ein Zusammenschluss aller freien Künstler Hamburgs zu einem Dachverband. Mitglieder des Vereins waren neben dem Hamburger Künstlerverein die Hamburgische Sezession, die Hamburgische Künstlerschaft, der Schriftsteller-Schutzverband Nordwestgau, die Vereinigung Hamburgischer Komponisten, der Reichsverband bildender Künstler und der Altonaer Künstlerverein.
Nach der Machtergreifung der Nationalsozialisten war Max Kutschmann für die Gleichschaltungen der Künstlervereine in Deutschland verantwortlich. Am 25. April 1933 wurden auch die Hamburgische Künstlerschaft e. V. und der Hamburger Künstlerverein gleichgeschaltet.
Im Hamburger Staatsarchiv werden die Tagebücher des Vereins sowie die Protokolle der Versammlungen mit Eintragungen über Einnahme und Ausgaben verwahrt und sind dort einsehbar. Der Bestand umfasst den Zeitraum 1832–1965. Er enthält zudem Korrespondenzen und Statuten. Die Tagebücher sind etwa 1946 von dem Maler und Vereinsvorsitzenden Franz Beck (1893–1983) beim Staatsarchiv abgegeben worden. 1991 erfolgte eine Nachlieferung an das Archiv durch eine Frau Brömmel.

### Günther Genslers Gruppenporträts
Im Juni und Juli 1837 hielt sich Günther Gensler in Holland auf. Ihn beeindruckten die Werke von Rembrandt van Rijn und Bartholomeus van der Helst sehr, sodass er Teile der Gemälde kopierte. Von den Studien aus dem Rijksmuseum Amsterdam sind sechs Detailkopien bekannt, und zwar zwei Kopfstudien von Rembrandts Gemälde Die Vorsteher der Tuchmacherzunft, der Hauptmann und der Leutnant aus Rembrandts Nachtwache sowie zwei Händestudien und eine Kopfstudie aus dem Gemälde De overlieden van de Kloveniersdoelen von Bartholomeus van der Helst (Original heute im Amsterdam Museum). Die Kopiertätigkeit ist als Vorstudium zu seinem ersten Künstlerverein-Gruppenporträt anzusehen, denn die Idee und der Wille dazu wurden in Amsterdam geweckt. Schon auf der Rückreise auf einem Blankeneser Schiff entwarf er das Bild. Als er wieder zurück war, ließ er ein gewölbtes Lusthaus in seinem Garten zur Werkstatt mit hohem Oberlicht umbauen. Während des Umbaus malte er Händestudien und zeichnete den Karton mit Kohle in Bildgröße zu dem Bild. Sich selbst ließ er von seinem Bruder Jacob Gensler zeichnen. Dann begann er mit der Untermalung der Leinwand des Gemäldes mit verschiedenfarbigen, selbst hergestellten Ölfarben (Der Vertrieb der Tubenfarben begann erst ab 1841, was die Freilichtmalerei und speziell den Impressionismus stark förderte). Als er mit der Untermalung fertig war, ließ er die Farben ein Jahr lang durchtrocknen. 1838 folgten Studien zu dem Bild. Bekannt ist eine Studie von Johann Heinrich Sander und Georg Haeselich sowie eine Studie von Hermann Wilhelm Soltau. Ab 1838 malte er auch an dem Bild weiter und beendete es 1840. Die Arbeitszeit von 1838 bis 1840 für das Bild und die Studien betrug nach eigenen Angaben 1600 Stunden. Die Maße des Gemäldes betragen 185 × 158 cm. Der Titel des Gemäldes lautet Die Mitglieder des Hamburger Künstlervereins, obwohl es 1840 mehr Mitglieder gab, als Anzahl der abgebildeten. Das Bild ist heute Teil der Sammlung der Hamburger Kunsthalle.
Der Raum auf dem Gemälde stellt den oberen großen Raum des Baumhauses am Baumwall dar, wo zu der Zeit die Mitglieder des Hamburger Künstlervereins sich im Sommer immer sonnabends trafen. Die Person im dunklen Hintergrund an der Tür ist ein Diener, der auf einem Tablett Punsch hereinbringt. Von den anderen elf Personen, die alle Maler sind, befinden sich links abseits der Hauptgruppe, die um den Tisch herum angeordnet ist, drei Personen. Die zwei Personen im Hintergrund sind Johann Heinrich Sander und Georg Haeselich, die sich über eine Zeichnung unterhalten. Die Person davor ist, eine Zeichnung betrachtend, Otto Speckter. Drei Personen der Hauptgruppe sitzen am Tisch und sind von links nach rechts gesehen Franz Heesche, Jacob Gensler und Martin Gensler. Die fünf stehenden Personen der Hauptgruppe sind von links nach rechts betrachtet Günther Gensler, Hermann Wilhelm Soltau, Carl Julius Milde, Hermann Kauffmann und Hermann Rudolph Hardorff.
Günther Gensler beendete 1849, 1854, 1859 und 1860 seine Arbeit an noch vier weiteren Künstler-Gruppenbildern, wobei das 1859 fertiggestellte Gemälde mit fünf Personen die größte Gruppe darstellt. Es trägt den Titel Hamburger Künstler und hat die Maße 190 × 170 cm, gerahmt 226 × 206 × 13 cm. Darauf sind von links nach rechts Günther Gensler, Otto Speckter, Adolph Friedrich Vollmer, Martin Gensler und Hermann Rudolf Hardorff abgebildet. An Martin Genslers Stelle stand erst Carl Gottfried Eybe, der aber erkrankte und nicht mehr als Modell zur Verfügung stand. Der Pokal auf dem Gemälde ist der des Hamburger Künstlervereins. Laut eigenen Angaben brauchte Günther Gensler für das Gemälde 800 Stunden. Er schenkte es 1862 dem Kölner Wallraf-Richartz-Museum. Am 17. Dezember 1941 wurde es über die Kunsthandlung Lempertz in Köln verkauft. Es befindet sich heute im Museum für Hamburgische Geschichte. Britta Wiesenthal wies 2015 in dem Katalog Hamburg ins Gesicht geschaut neben dem Pokal auch auf die Bezugnahme des im Vordergrund aufgeschlagenen Buches hin – die Historia Naturalis des Plinius Secundus. Günther Gensler deutet mit einem Zeigegestus auf dieses hin, während er den Pokal betrachtet – Wiesenthal schlug vor, dass es sich bei dem aufgeschlagenen Buch um das 33. handelt, in welchem sich Plinius mit Metallen beschäftigt.
Das Gruppenporträt von 1854, Feierabend in der Künstlerwerkstätte, das Friedrich Adolph Hornemann, Martin Gensler, Hermann Kauffmann und Emil Gottlieb Schuback zeigte, schenkte er 1858 dem Museum der bildenden Künste in Leipzig. Es wurde vermutlich am alten Standort des Museums am Augustusplatz bei einem britischen Luftangriff am 4. Dezember 1943 zerstört, weil es nicht zu dem Großteil der Sammlung gehörte, der vorher ausgelagert wurde. Das Gemälde ist heute bei der Koordinierungsstelle für Kulturgutverluste Lost Art gelistet.

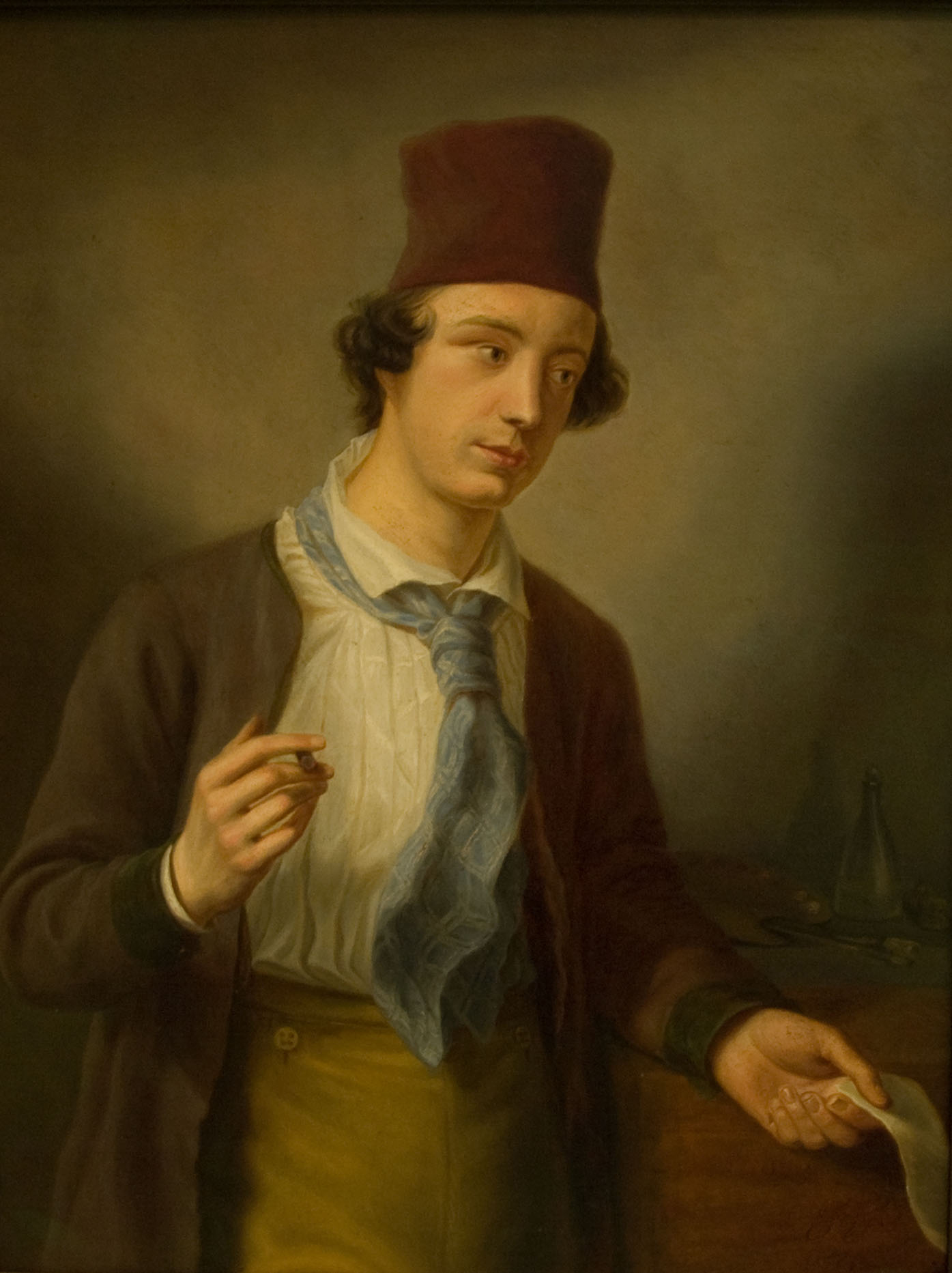
Porträt Hermann Wilhelm Soltau von Günther Gensler, Studie zu dem Gruppenporträt von 1840, entstanden in dem Zeitraum von 1838 bis 1840, Museum für Hamburgische Geschichte
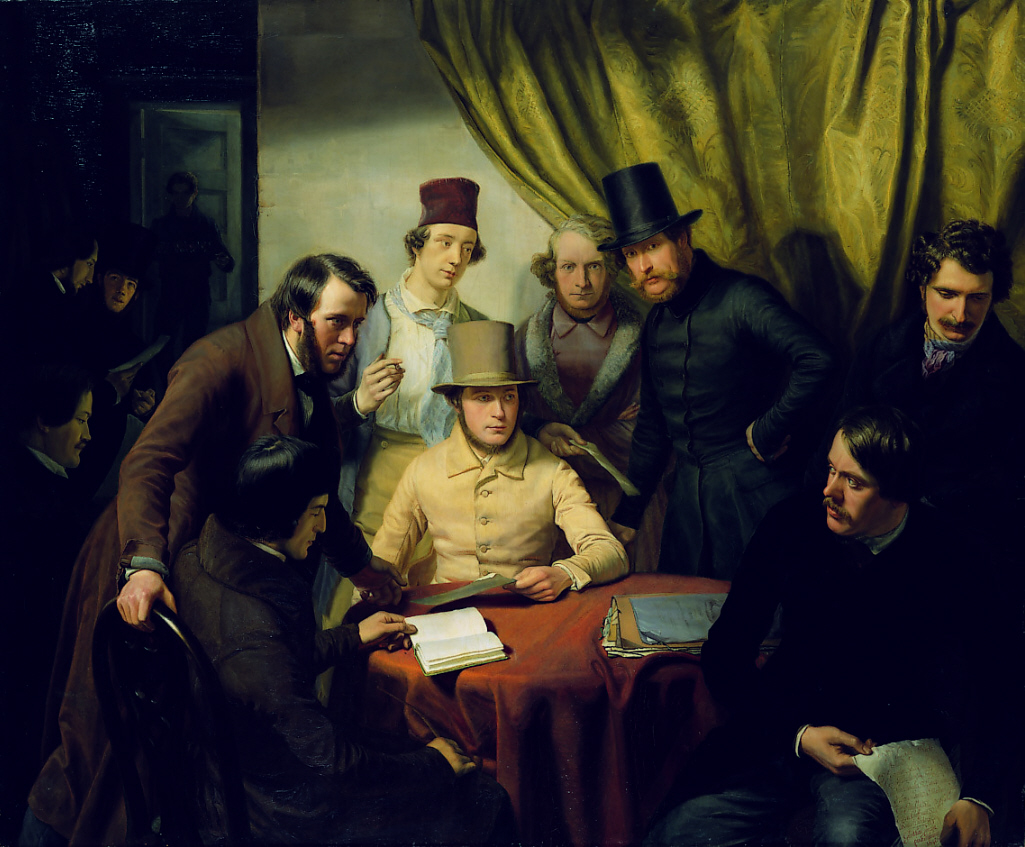
Die Mitglieder des Hamburger Künstlervereins von Günther Gensler, 1840, Hamburger Kunsthalle
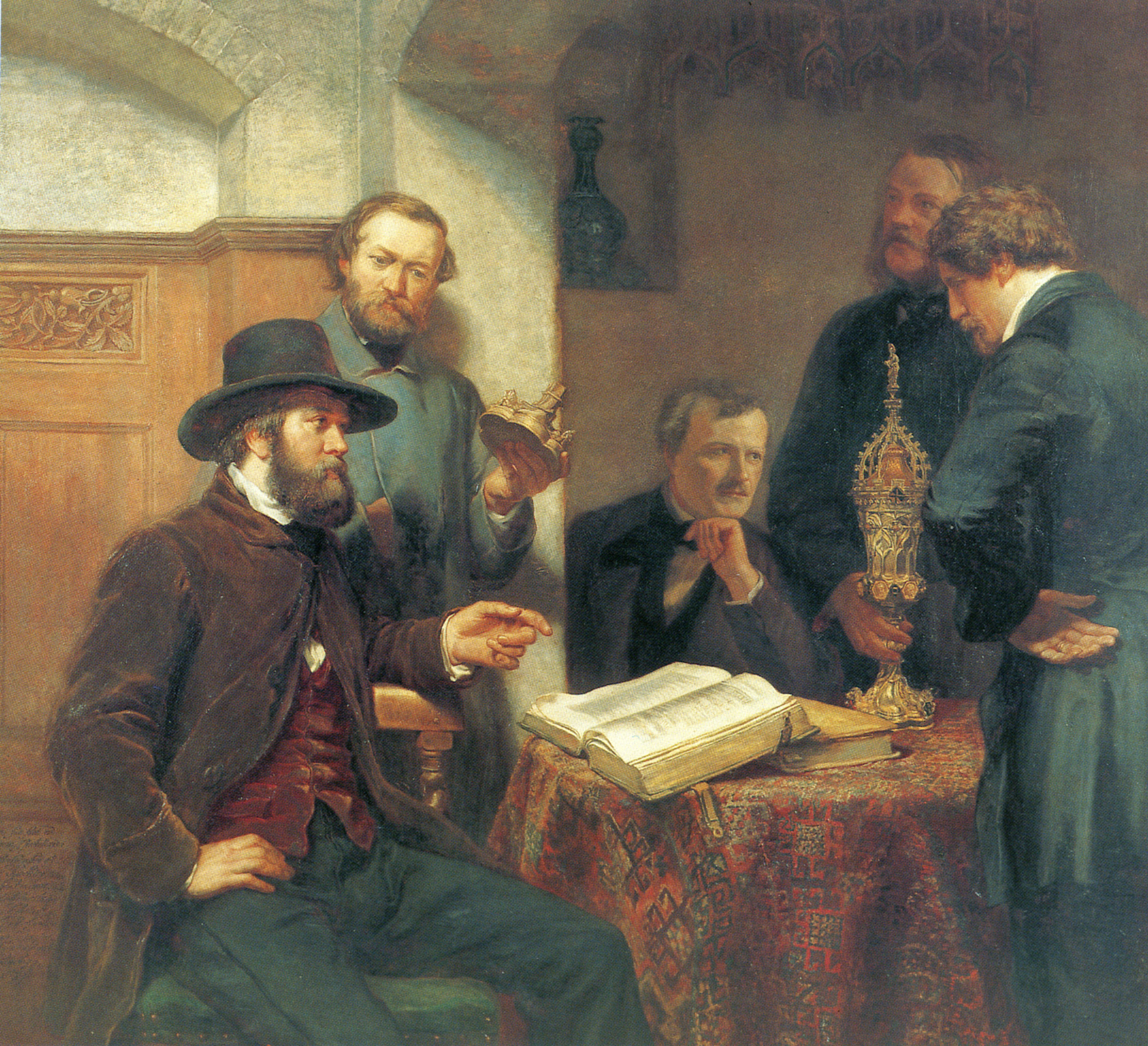
Hamburger Künstler (mit dem Lukaspokal des Hamburger Künstlervereins) von Günther Gensler, 1859, Museum für Hamburgische Geschichte

### Der Große Brand
Am nicht mal eine Stunde alten 5. Mai 1842 brach in der Deichstraße ein Feuer aus, das sich schnell ausbreitete und in Hamburgs Geschichte als der Große Brand einging. Von dem Brand betroffen waren auch Mitglieder des Künstlervereins. Am Abend zerstörte das Feuer die St.-Nikolai-Kirche. Bevor das Feuer die 1804 in Betrieb genommene Börsenhalle von Gerhard von Hoßtrup erfasste, konnten Mitglieder des Künstlervereins nur mit Not die dort ausgestellten Gemälde des Vereins retten. In den frühen Morgenstunden des 6. Mai erreichte das Feuer das Haus am Alten Wall 64 in dem Leo Lehmann mit seiner Familie wohnte. Am Morgen des 6. Mai wurde das Rathaus an der Trostbrücke gesprengt, um das Feuer im Südosten aufzuhalten. Der Versuch misslang. Das Feuer erreichte den Neuen Wall und den Jungfernstieg, und damit auch die Nummer 15, das Haus in dem Carl Ferdinand Stelzner wohnte. Am Abend erreichte das Feuer das Eimbecksche Hauses und zerstörte es. Der Ratsweinkeller darin, wo die Mitglieder des Hamburger Künstlervereins sich im Winter immer sonnabends trafen, stürzte zur Hälfte ein. Gleich daneben brannte auch Dornbusch 3 nieder, wo Carl Julius Milde wohnte. Otto Speckter, der schon die Druckmaschinen von seiner lithografischen Anstalt Speckter & Co, auf der Cremon-Insel (Sie blieb aber vom Feuer weitgehend verschont.) in der Katharinenstraße 31, in Sicherheit gebracht hatte, machte sich mit Jacob, Martin und Günther Gensler auf zur St.-Petri-Kirche, um diese zu retten. Trotz der Rettungsversuche durch viele Helfer fing der Turm der Kirche frühmorgens am 7. Mai Feuer. Speckter und die Genslers konnten nur noch unter Einsatz ihres Lebens Gemälde und andere Kunstschätze retten, wie zum Beispiel Den Schmerzensmann von Meister Francke, der heute zu der Sammlung der Hamburger Kunsthalle gehört. In seinem verzweifelten Kummer soll Speckter kaum zu bewegen gewesen sein, den Platz vor der Kirche wieder zu verlassen. Ein weiterer Retter von Kunstschätzen war Friedrich Helms (Pastor in Wilhelmsburg). Um zehn Uhr morgens brach der Kirchturm zusammen. In der Nacht zum 8. Mai fing auch die Gertrudenkirche Feuer und brannte nieder, und gleich danach das Haus Rosenstraße 29 in dem die Mutter von dem Maler Heinrich Wilhelm Hinsch (Witwe des Amtsmalers Heinrich Bartold Hinsch), die Heinrich Wilhelm bei ihrem Geschäft unterstützte, wohnte. Kurz danach erreichte das Feuer die Lilienstraße 57, wo Marcus Haeselich wohnte. Am Glockengießerwall fand das Feuer keine Nahrung mehr und kam zum Erliegen. Das letzte noch brennende Haus war in der Straße Kurze Mühren und konnte erst am Morgen des 8. Mai gelöscht werden. Die Verlängerung der Kurze Mühren wurde deswegen später auch Brandsende genannt. Georg Haeselich wohnte Borgesch 62, also außerhalb des Brandgebietes, doch taucht sein Name in der Liste der Unterstützungsbehörde für die Abgebrannten von 1842 auf, sodass er auch ein Betroffener sein muss. Von Jacob Gensler gingen drei Gemälde beim Brand verloren, Müßiges Schiffsvolk von 1842, auch als Spanische Matrosen vor der Schenke bekannt, dann eine Liebenswürdige Blankeneserin und Probsteier Fischer. Einige der geretteten Kunstwerke bewahrte Otto Speckter in seinem Haus in der Katharinenstraße 31 auf, bis er sie an einer neu gebauten Kirche oder einer öffentlichen Sammlung übergeben konnte. In seinem Gemälde Der Künstler in seinem Atelier von 1853 (Hamburger Kunsthalle), das das Vestibül seines Hauses darstellt, welches er als Atelier benutzte, sind einige Stücke zu sehen. Links oben zum Beispiel der bronzene Löwenkopf-Türzieher von 1342 der St.-Petri-Kirche, darunter der Heilige Christophorus, mit dem Jesuskind auf der Schulter, von Absolon Stumme, gemalt um 1500 (Hamburger Kunsthalle) und rechts das Eichenholzrelief Die Anbetung des Kindes durch Maria und Josef (Museum für Hamburgische Geschichte).

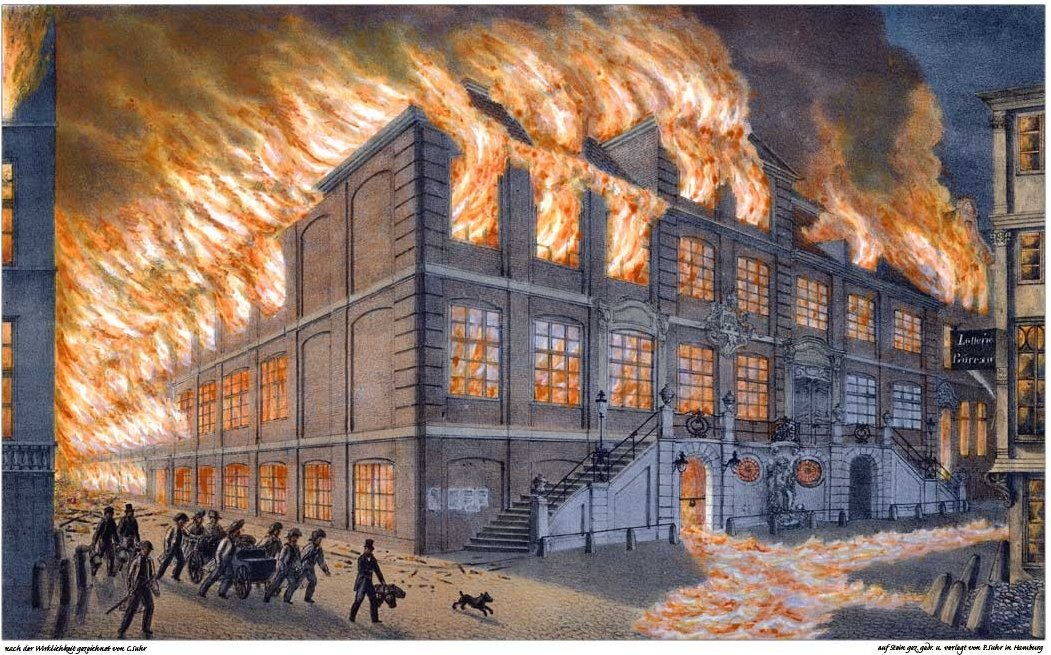
Brand des Einbeckschen Hauses, in dessen Ratsweinkeller der Künstlerverein sich sonnabends im Winter bis zum Brand traf. Graphik von Peter Suhr, 1842
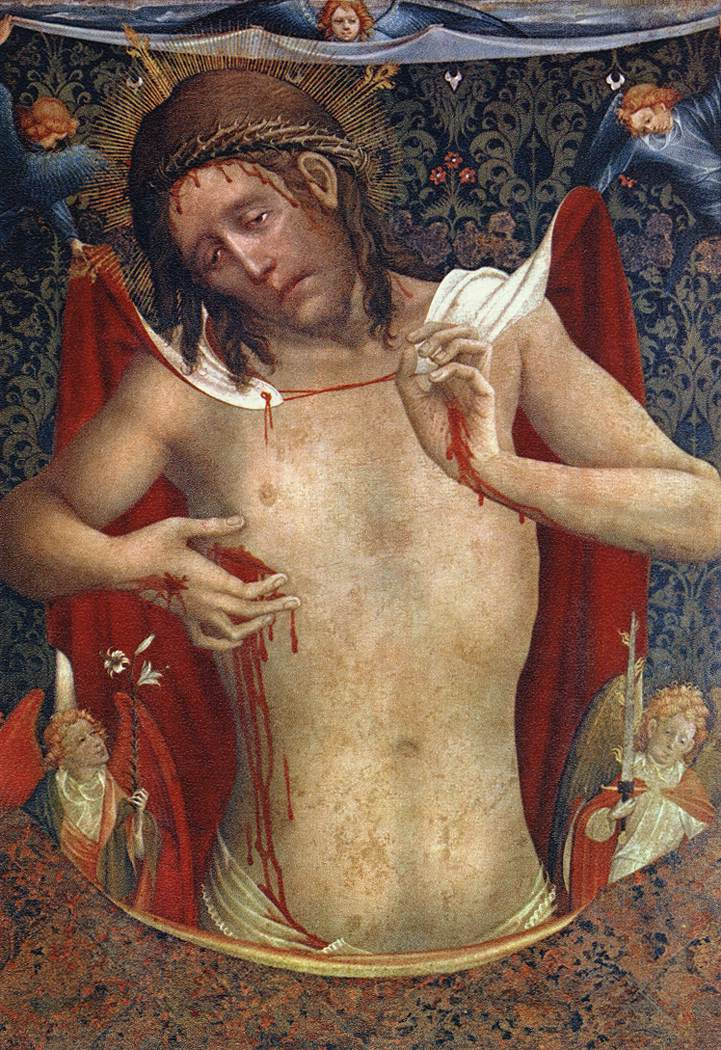
Der durch die Genslers und Otto Speckter gerettete Schmerzensmann von Meister Francke, 1435, Hamburger Kunsthalle
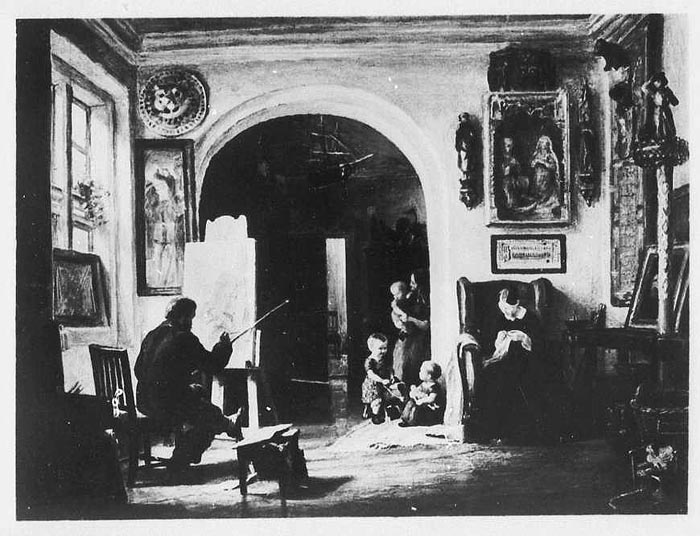
Schwarz-Weiß-Abbildung des Gemäldes Der Künstler in seinem Atelier von Otto Speckter, 1853, Hamburger Kunsthalle
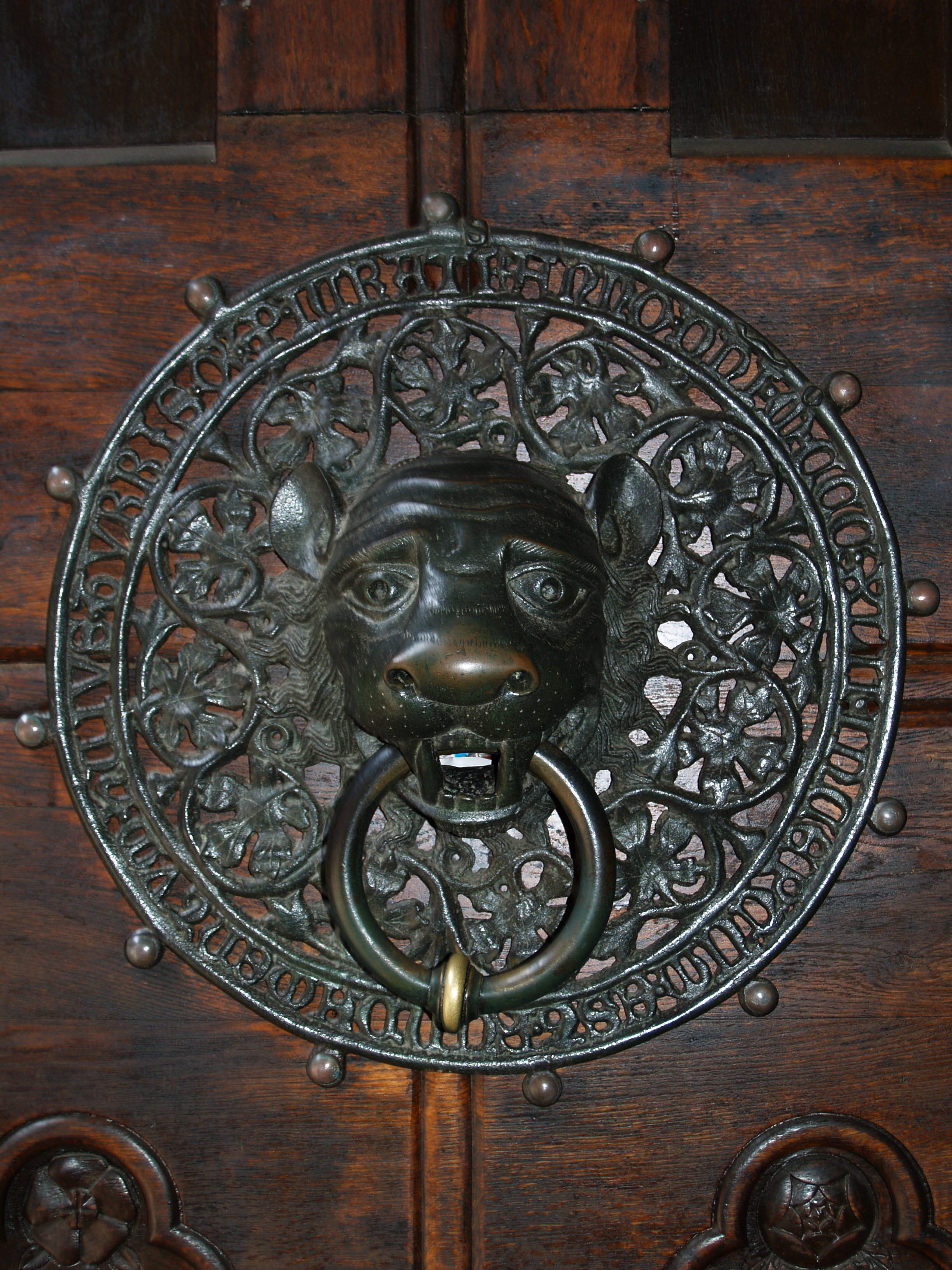
Bronzener Löwenkopf-Türzieher von 1342, St.-Petri-Kirche
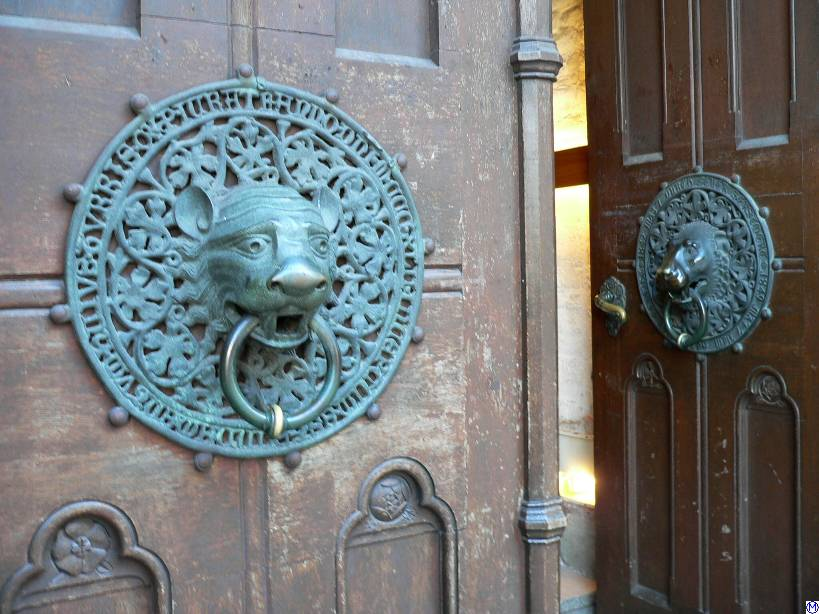
Löwenkopf-Türzieherpaar der St.-Petri-Kirche, links der bronzene Löwenkopf-Türzieher von 1342, rechts der von 1849

Nach dem Brand übertrug der Verein für Hamburgische Geschichte Martin Gensler, Otto Speckter, Alexis de Chateauneuf, Hermann Peter Fersenfeldt und Johannes Anderson (Maler und Lithograph, Sohn von dem Maler Johann Ludolph Anderson, dessen Vater Johannes Anderson Hamburger Bürgermeister war, wie dessen Vater Johann Anderson) die Rettung der verbliebenen Kunstschätze. Diese Kunstschätze, Geschenke und die Ersteigerungen 1847 auf eigene Rechnung von Otto Christian Gaedechens der wichtigsten Stücke der aufgelösten Sammlung des Museums für Gegenstände der Natur und Kunst bildeten die Sammlung Hamburgischer Alterthümer und waren der Grundstock des späteren Museums für Hamburgische Geschichte. Seit den 1850er Jahren engagierten sich Günther und Martin Gensler für die Errichtung eines Kunstmuseums in Hamburg. Martin gehörte dem Comité für den Bau einer Kunsthalle an. Kurz bevor die Hamburger Kunsthalle 1869 eröffnet wurde, vertraute man ihm und Valentin Ruths die erste Hängung der Gemälde an. Der künstlerische Nachlass der drei Gensler-Brüder ging in die Sammlung der Hamburger Kunsthalle über. Die Kunsthalle besitzt heute fast neunhundert Werke der Genslers.

#### Stiftungen nach dem Brand
1844 stiftete der Hamburger Künstlerverein für die Taufkapelle der sich im Bau befindenden St.-Petri-Kirche ein Fenster, dessen oberen Teil Carl Julius Milde entwarf und Martin Gensler dessen unteren, mit dem auf dem Meer wandelnden Christus zum Thema und den Monogrammwappen der Künstler in einfachen Buchstaben.
Schon 1843 setzte sich der Künstlerverein für ein neues Altarbild für die evangelische Kirche ein, das er von Friedrich Overbeck malen lassen wollte, wogegen aber einige Lutheraner waren, weil Overbeck inzwischen zum katholischen Glauben konvertiert war. Es fand 1848 schließlich ein Wettbewerb statt, den Hermann Steinfurth gewann. Er malte das dreiteilige Altarbild, das 1851 gestiftet wurde. Auf dem Mittelteil befand sich die Auferstehung Christi. Es wurde im Zweiten Weltkrieg bei einem der Luftangriffe der Operation Gomorrha zerstört. Die Kirche blieb aber sonst weitgehend unbeschadet. Auf dem linken Teil ist der Apostel Petrus abgebildet, nach der Apostelgeschichte 10,14, und auf dem rechten Teil Paulus, nach Römer 14,17. Unten auf dem Bild von Paulus befindet sich die Inschrifttafel mit der Inschrift:

„Als Altarbild gestiftet in die Sanct Petrikirche vom Hamburger Künstlerverein Anno Domini 1851“

1852 überreichten aus Dankbarkeit über die Stiftung des Altarbildes Hamburger Frauen dem Künstlerverein ein großes Banner. Das Banner war eine Arbeit und ein Geschenk von Hamburger Frauen. Hermann Wilhelm Soltau hatte für die Frauen das Banner entworfen und diese haben es dann genäht und bestickt. Auf der Vorderseite waren zwei gegeneinandergelehnte Schilde abgebildet, von denen der eine das Hamburger Wappen und der andere das Künstlerwappen trug. Umgeben waren die beiden Schilde von einem Spruchband mit der Aufschrift Die Frauen Hamburgs dem Künstlervereine und den Jahreszahlen 1832 und 1852, dem Gründungsjahr des Vereins und das Jahr der Überreichung des Banners. Auf der Rückseite des Banners war der Evangelist Lukas abgebildet, der Schutzpatron der Maler. Auf beiden Seiten des Banners war jeweils am Rand ein Frucht- und Blumengewinde abgebildet, das das Innere der Bannerseite umgab.
Der Künstlerverein schrieb auch einen Wettbewerb aus, für eine Statue des St. Lukas, den Ernst Gottfried Vivié gewann. Die Statue wurde der im Bau befindlichen, neuen St. Nikolaikirche gestiftet.

### Stelzners Gruppenporträts
Ein Jahr nach dem Großen Brand lud der vom Maler zum Daguerreotypisten umgesattelte Carl Ferdinand Stelzner in der Versammlung vom 29. April 1843 die anderen Künstler ein, sich als Gruppe von ihm, bei seinem neuen Atelier in der Caffamacherreihe 32, am Sonnabend, den 6. Mai 1843 um 5 Uhr nachmittags daguerreotypisieren zu lassen. An dem Tag entstanden mindestens zwei Daguerreotypien, eine mit 15 und eine mit 19 darauf abgebildeten Künstlern. Auf einer Hamburger Kunstausstellung 1843 wurde von ihm auch eine Daguerreotypie mit 30 darauf abgebildeten Künstlern gezeigt.
Die 15 abgebildeten Künstler auf der ersten Daguerreotypie sind von links nach rechts stehend: Friedrich Christian Heylmann (Architekt), Adolph Friedrich Vollmer, Otto Speckter, Martin Gensler, Theodor Bülau, Georg Heinrich Kollmann (Architekt), Günther Gensler und Johann Heinrich Sander. Von links nach rechts sitzend: Carl Martin Laeisz, Wilhelm Friedrich Wulff, Johann Ludwig Westermann (Maler), Jacob Gensler, Heinrich Stuhlmann, Georg Haeselich und Johann Wilhelm David Bantelmann.
Die 19 abgebildeten Künstler auf der zweiten Daguerreotypie sind von links nach rechts stehend: Heinrich Wilhelm Hinsch (Maler), Wilhelm Friedrich Wulff, Adolph Friedrich Vollmer, Hermann Kauffmann, Otto Speckter, Martin Gensler, Theodor Bülau (Architekt), Günther Gensler, Georg Heinrich Kollmann (Architekt), Johann Heinrich Sander, Marcus Haeselich und Friedrich Christian Heylmann (Architekt). Von links nach rechts sitzend: Carl Martin Laeisz, Hermann Rudolf Hardorff, Johann Ludwig Westermann (Maler), Jacob Gensler, Heinrich Stuhlmann, Georg Haeselich und Johann Wilhelm David Bantelmann.

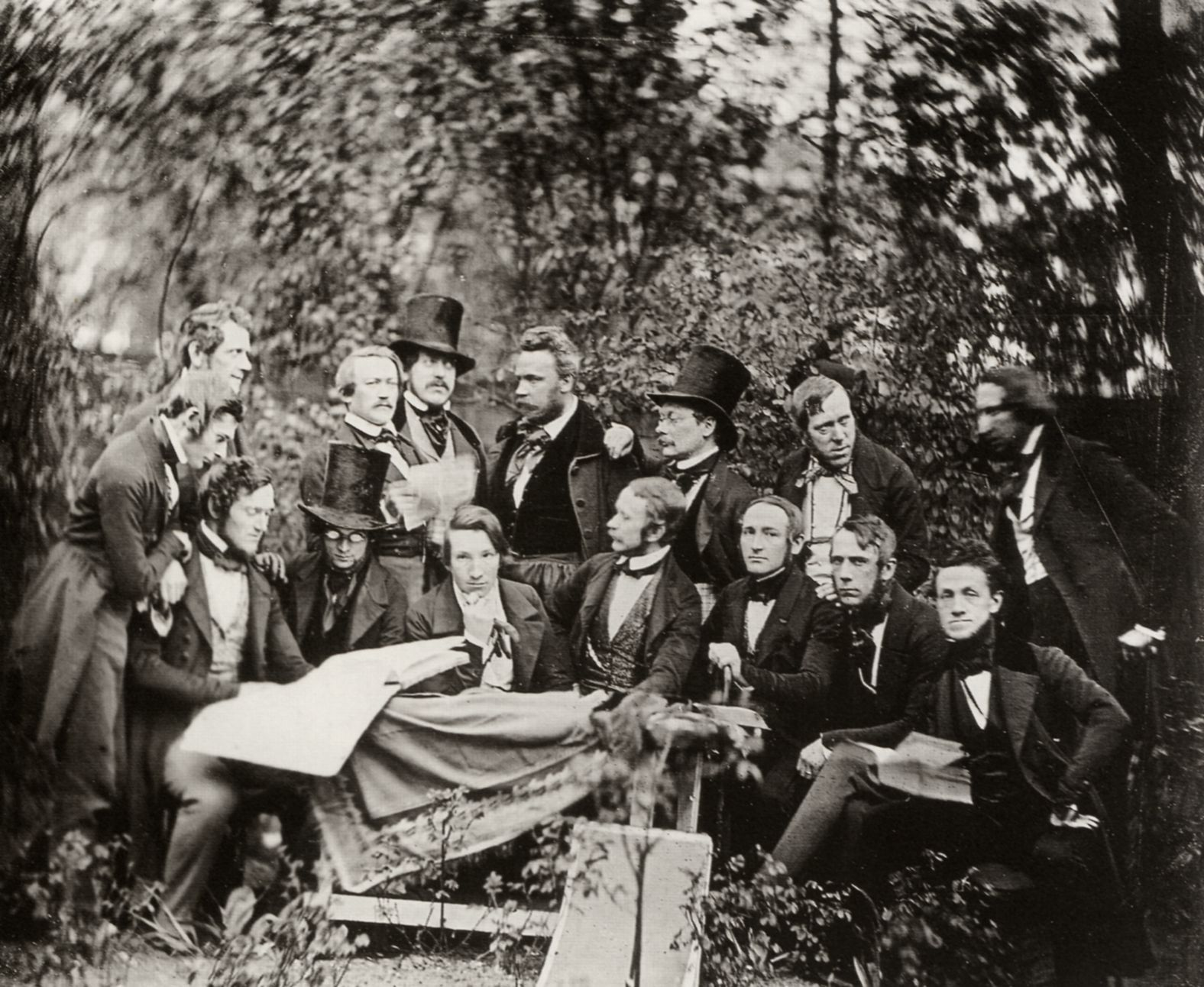
15 Künstler
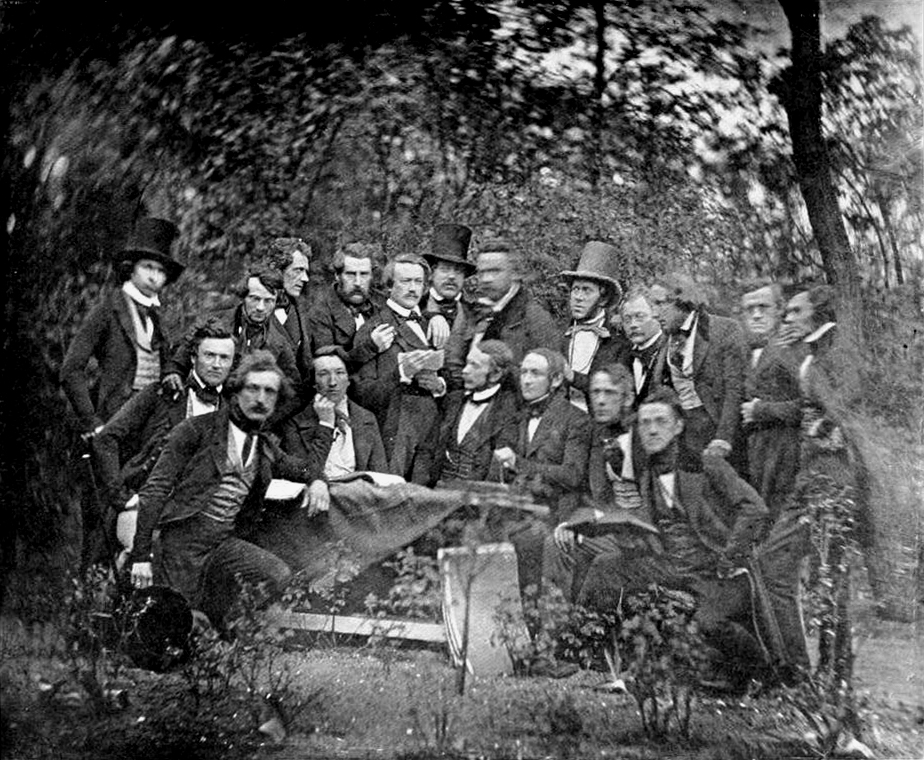
19 Künstler

### Der Lukaspokal

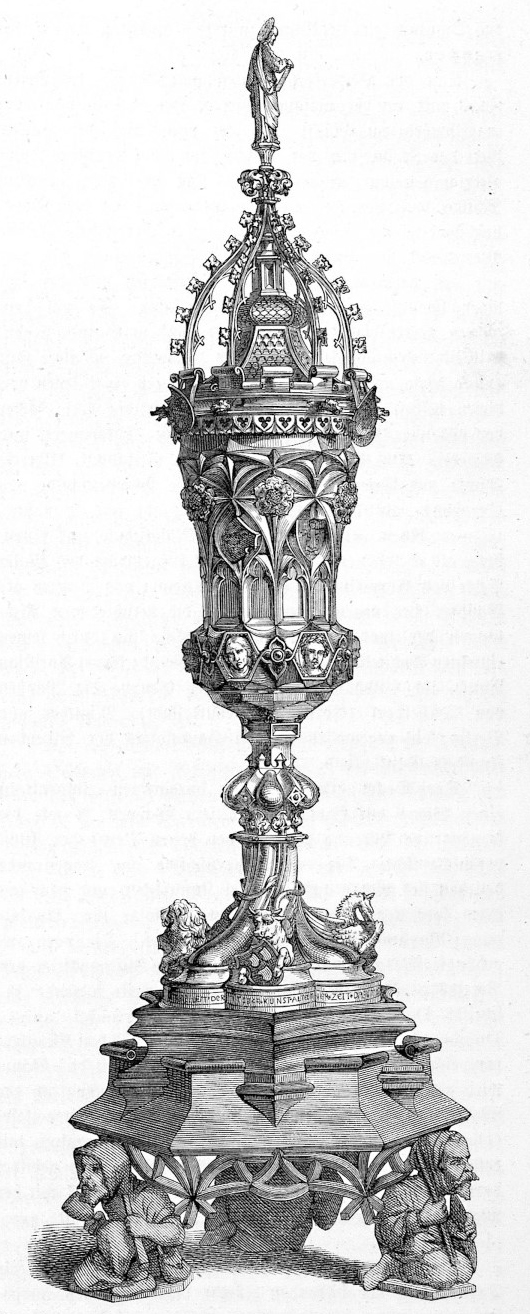
Der Lukaspokal, Illustration von 1858. Zeichnung: Julius Schnorr von Carolsfeld. Holzschnitt: Allgaier & Siegle

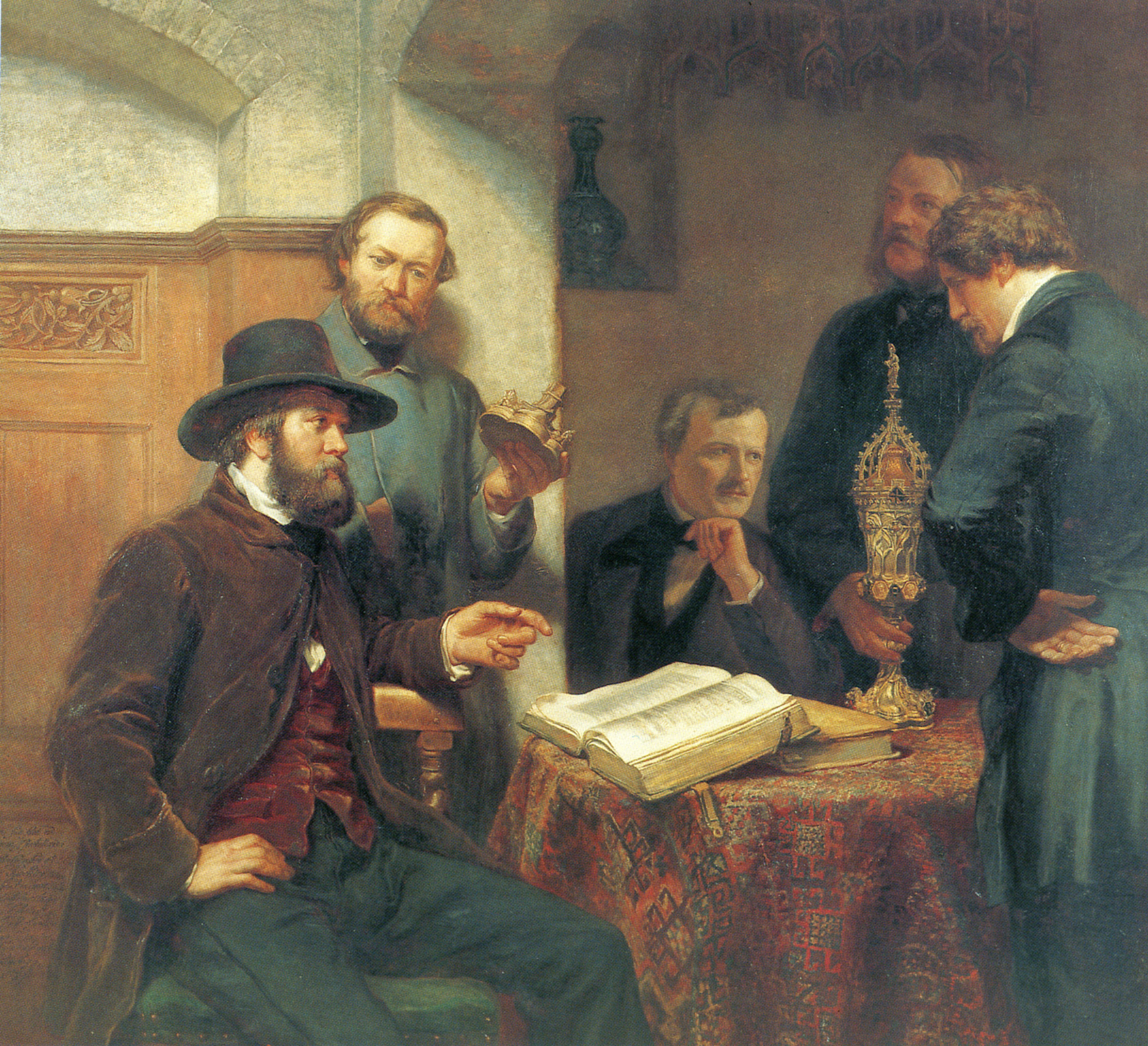
Hamburger Künstler, Günther Gensler, 1859, Museum für Hamburgische Geschichte

Nachdem Martin Gensler schon einen Pokal für die Hamburger Turnerschaft von 1816 entworfen hatte und anfertigen ließ, begann er 1851 mit den zahlreichen Entwürfen für den Lukaspokal des Hamburger Künstlervereins, was bis 1857 dauern sollte, denn dann war das Geld dafür zusammengesammelt und der 69 Zentimeter hohe neogotische Pokal von dem Juwelier, Gold- und Silberschmied Johann Paul Friedrich Sohrmann am Gänsemarkt 45a angefertigt, rechtzeitig vor dem Stiftungsfest zum 25. Jubiläum am 19. September 1857. Zu diesem Ereignis wurden auch Gedenkmünzen aus Bronze oder Zinn hergestellt, die von Hermann Wilhelm Soltau entworfen und von dem Medailleur Heinrich Lorenz geprägt wurden, vermutlich in der Königlichen Münze zu Altona, dessen Leiter er zu diesem Zeitpunkt war. Soltau entwarf 1851 auch einen Silberpokal für den Hamburger Künstlerverein, der aber nicht realisiert wurde. Der Entwurf ist heute Teil der Sammlung der Kunsthalle zu Kiel.

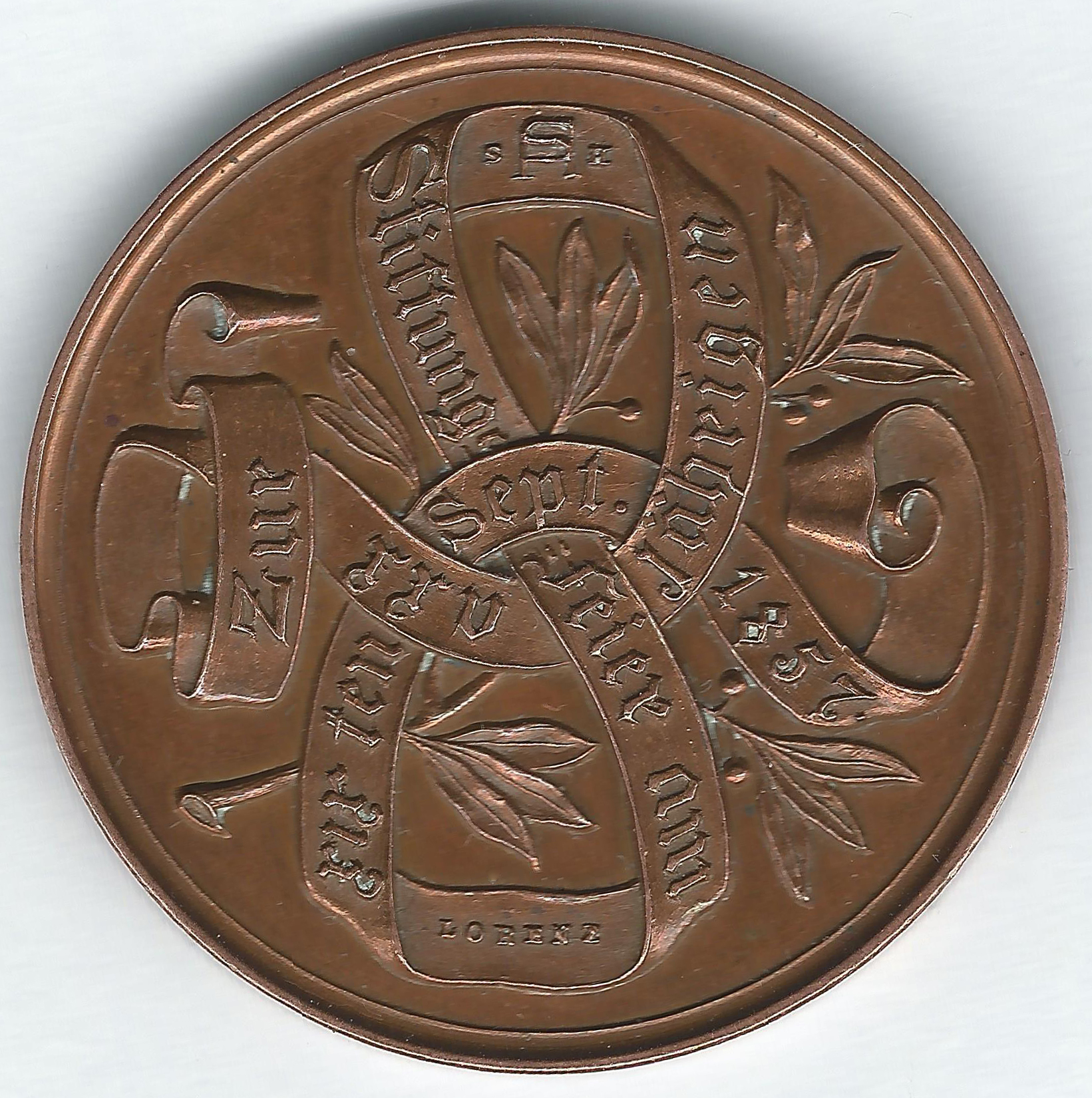
Medaille zum Stiftungsfest 1857, Bronze, Vorderseite
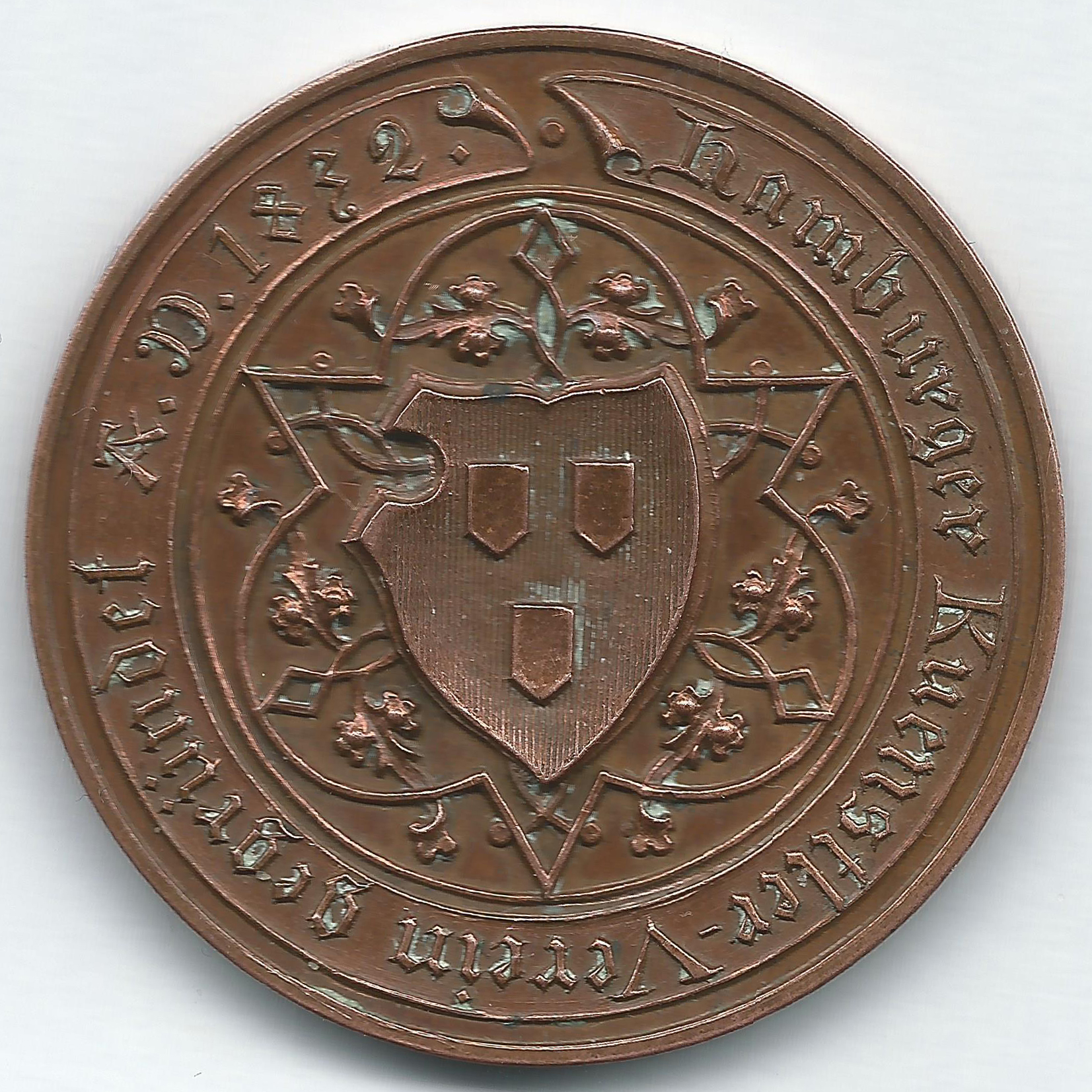
Medaille zum Stiftungsfest 1857, Bronze, Rückseite

Der Lukaspokal war zu jener Zeit ein Ereignis im deutschen Kunstgewerbe, denn die Kunst des Treibens war vorher fast vergessen und an die Belebung der Flächen durch Vergoldung und farbigen Schmelz dachte vorher auch seit Jahrhunderten keiner mehr. Der Pokal ist eine Art Denkmal der deutschen Kunst. Günther Gensler malte den Pokal auf seinem Gruppenporträt Hamburger Künstler von 1859, das sich im Museum für Hamburgische Geschichte befindet. Die Entwurfszeichnungen zum Pokal sind Teil der Sammlung des Museums für Kunst und Gewerbe Hamburg. Der Inhalt der Inschrift am Fuß des Pokals lautet: (Im Original sind die Wörter teilweise abgekürzt und zwischen jedem Wort ist ein Punkt gesetzt.)

„Diesen Becher haben wir, der Hamburger Künstlerverein, für uns und unsere Nachkommen machen lassen. Wir haben, wie du siehest, der Ehre deutscher Kunst alter und neuer Zeit dabei gedacht. Schätze den Willen mehr als das Werk.“

Über der Inschrift befinden sich drei Figuren als Schildhalter mit jeweils einem Wappenschild: ein Greif mit dem Doppeladler des Deutschen Bundes im Schild, ein Löwe mit dem Hamburger Wappen im Schild und ein geflügelter Stier mit drei Schilden im Schild, dem deutschen Künstlerwappen. Der geflügelte Stier steht als Symbol für den Evangelisten Lukas, dem Schutzpatron der Kunstmaler. Etwas höher, an der Kuppa zieren neben Edelsteinen sechs Köpfe aus Elfenbein den Pokal mit jeweils einem Wappen darüber, drei der alten Zeit und drei der neueren Zeit, der damaligen Gegenwart. Die Gruppe der alten Zeit bilden der Steinmetz und Baumeister Erwin von Steinbach, der Maler Albrecht Dürer und der Bildhauer Peter Vischer. Die Wappen darüber sind von der ehemaligen deutschen Stadt Straßburg als Bauhütte, der Stadt Köln als älteste deutsche Malerschule und der Stadt Nürnberg als Bildhauerschule. Die Gruppe der neueren Zeit bilden der Maler Peter von Cornelius, der Bildhauer Christian Daniel Rauch und der Bauherr Ludwig I. von Bayern. Die Wappen darüber sind die der drei Kunstakademiestädte Düsseldorf, München und Berlin, die drei Hauptstädte der Bildenden Kunst zu diesem Zeitpunkt. Die Bekrönung des Pokals bildet eine Figurine, die den Evangelisten Lukas darstellt mit einem Hamburger Dukaten von 1661 als Heiligenschein. Darauf ist die gekrönte Madonna als Himmelskönigin in einer Mandorla abgebildet, mit dem Jesuskind auf dem Arm. Die Figurine des Lukas hält ein Diptychon in der Hand, worauf ebenfalls die Jungfrau Maria und das Christkind abgebildet sind. Für den Lukas, so wird vermutet, soll Valentin Ruths Modell gestanden haben. Die Modelle für die gegossene Silberarbeit sowie die sechs Köpfe schuf Franz Bernhard Schiller, die Gussarbeit und die Ziselierung der Erzgießer Georg F. Schulz.
Am 28. März 2015 wurde der seit mehr als hundert Jahren verschollen geglaubte Lukaspokal zur Versteigerung bei der Prado Auktionen GmbH in Lübeck aufgerufen. Die Versteigerung endete bei einem Preis von rund 85.000 Euro. Den Historischen Museen Hamburg wurde es durch außergewöhnliche Zuwendung sowie der Unterstützung der Hermann Reemtsma Stiftung und des Freundeskreises des Hamburg Museums (Museum für Hamburgische Geschichte) möglich, hierbei mitzubieten und schließlich den Zuschlag zu erhalten. Der Pokal wird seitdem im Museum für Hamburgische Geschichte ausgestellt. Vom 12. April bis 14. Juli 2019 ist er auch in der Ausstellung Hamburger Schule – Das 19. Jahrhundert neu entdeckt der Hamburger Kunsthalle zu sehen.
Tatsächlich wurde der Lukaspokal ca. 1932 von dem Außerordentlichen Mitglied und Fotografen Franz Rompel (u. a. 1923–1935 Hausfotograf bei Reemtsma) fotografiert. Das Foto wurde in der Veröffentlichung des Künstlervereins von 1932, Hundert Jahre Hamburger Kunst abgebildet. Die meisten Fotos von Bildhauerarbeiten und Gemälden der Ausstellung darin stammen von ihm. Demnach könnte der Pokal höchsten seit zweiundachtzig Jahren verschollen gewesen sein, sollte er gleich nach der Ausstellung von 1932 verschwunden gewesen sein.
Verschollen bleibt jedoch der in Bronze gegossene Untersatz des Pokals, dessen drei Zwerge, die drei Künste Malerei, Bildhauerei und Architektur symbolisieren. Ernst Gottfried Vivié entwarf die Zwerge und formte ihre Modelle. Der Untersatz war bei der Versteigerung nicht dabei und fehlte auch auf dem Foto von ca. 1932. Er wurde jedoch im März 1858 im Deutschen Kunstblatt in einer Illustration des Pokals mit abgebildet. Er und der Pokal wurden im Kunstblatt genau beschrieben. Ebenfalls fehlt eine Medaille, die an dem Pokal hing. Sie wurde wie die schon genannten Medaillen von Hermann Wilhelm Soltau entworfen und von Heinrich Lorenz graviert. Die Motive der beiden Seiten der Medaille scheinen die gleichen zu sein, wie die der schon genannten Medaille. In Günther Genslers Gruppenporträt Hamburger Künstler von 1859 ist er nicht mit abgebildet, jedoch stellt die Szenerie einen Zeitpunkt vor der Fertigstellung des Pokals dar, in der die Künstler über die Endfassung des Pokals beraten, der auf den Tisch steht und von Martin Genslers rechter Hand gehalten wird. Otto Spekter hält ein weiteres Teil in seiner linken Hand, das dem unteren Teil des Pokals auf dem Tisch ähnlich ist und scheinbar ausgetauscht werden kann.

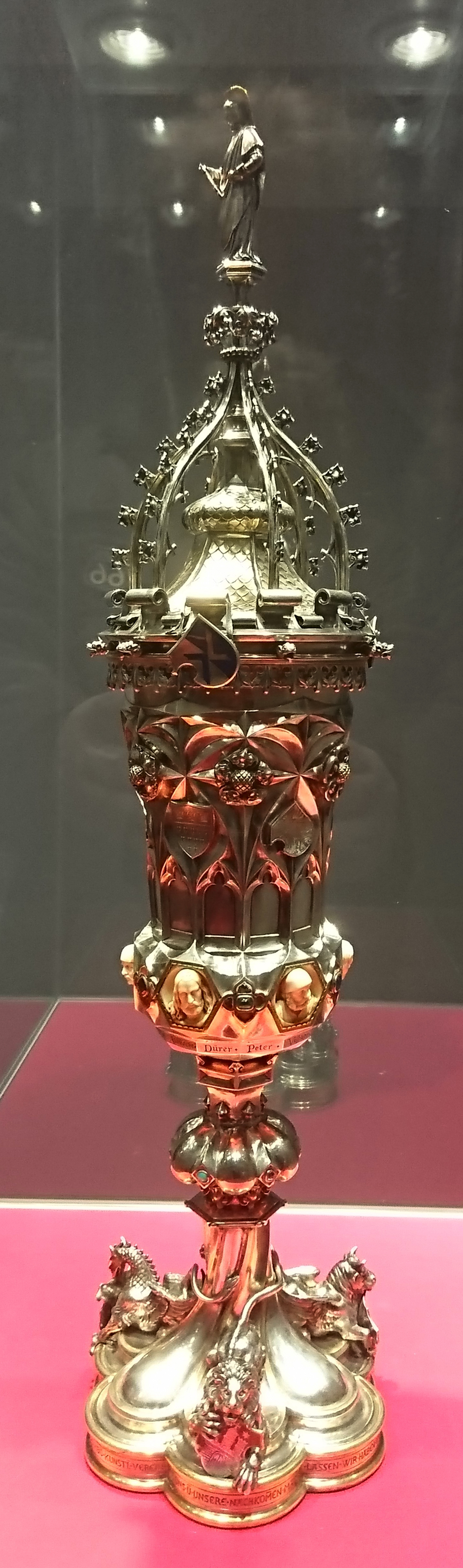
Lukaspokal Seitenansicht
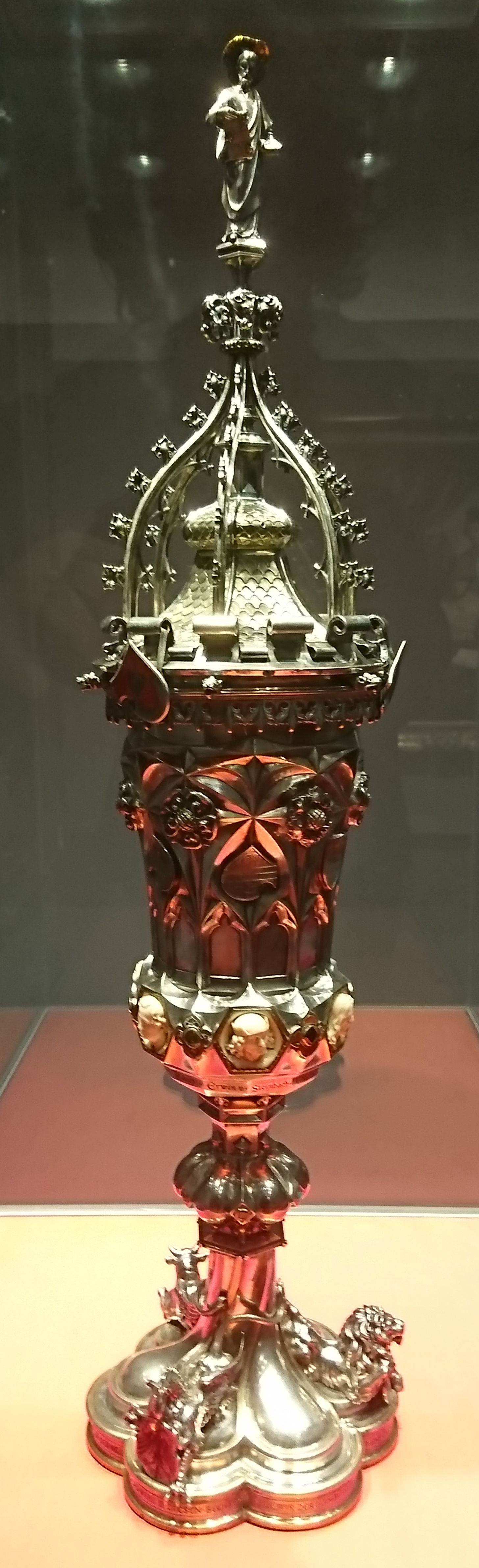
Lukaspokal Vorderansicht
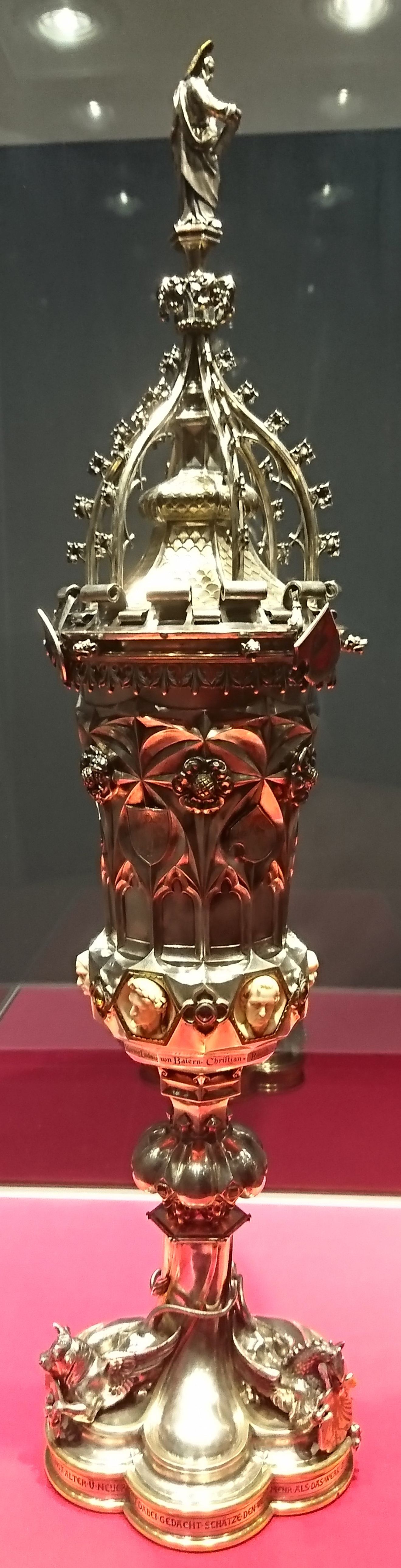
Lukaspokal Seitenansicht
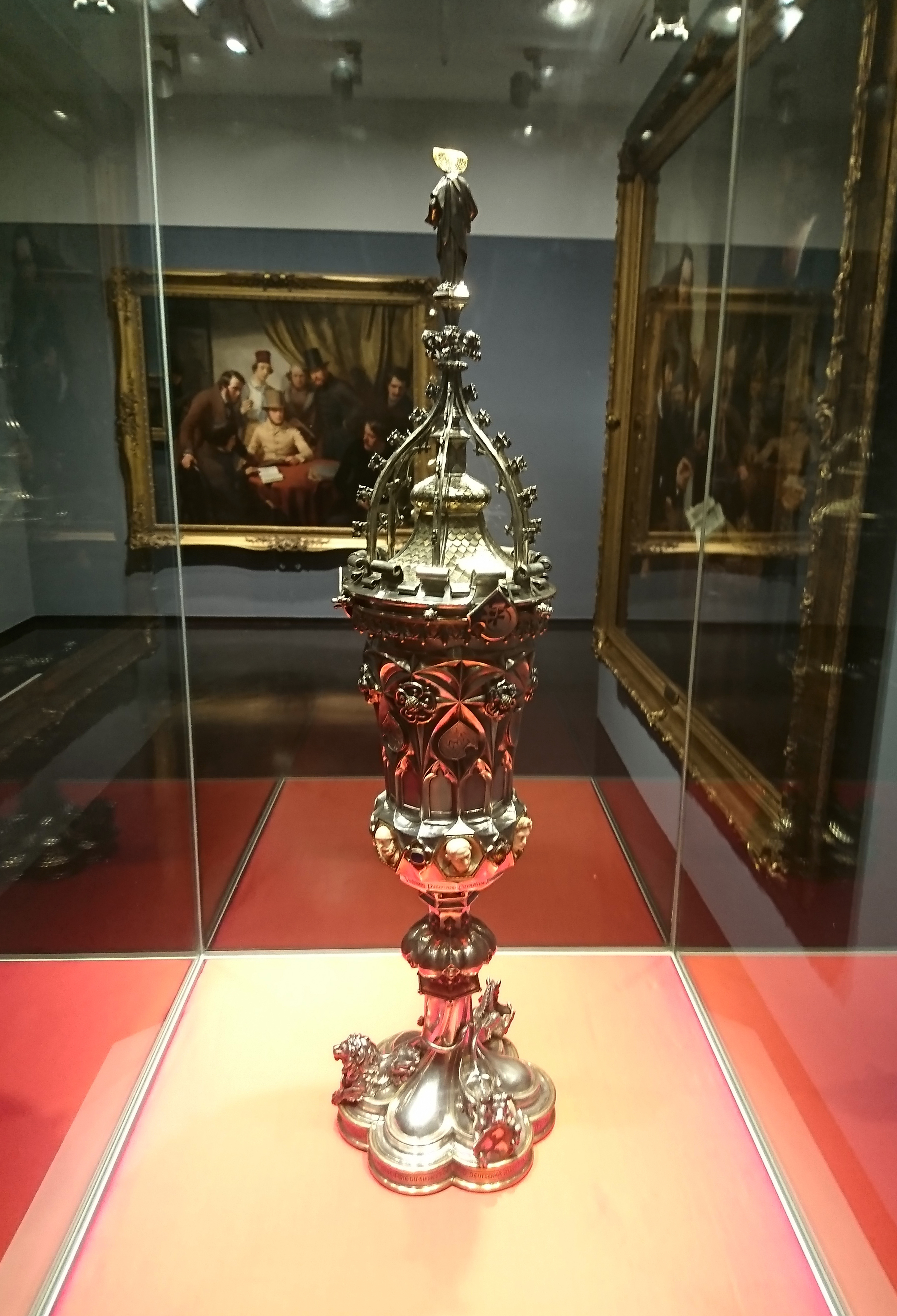
Lukaspokal Rückansicht
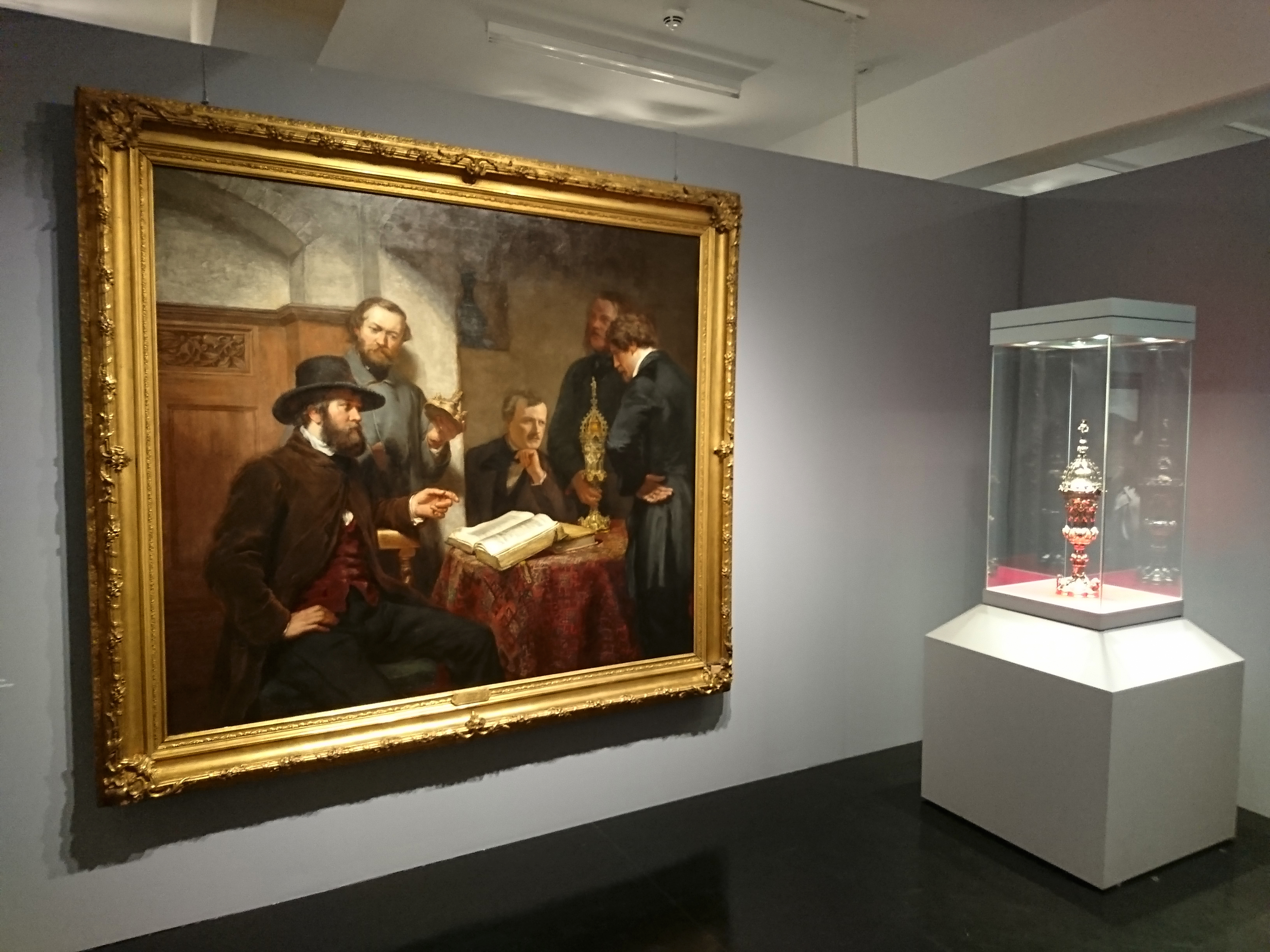
Lukaspokal und Hamburger Künstler

### Der Vereinszug

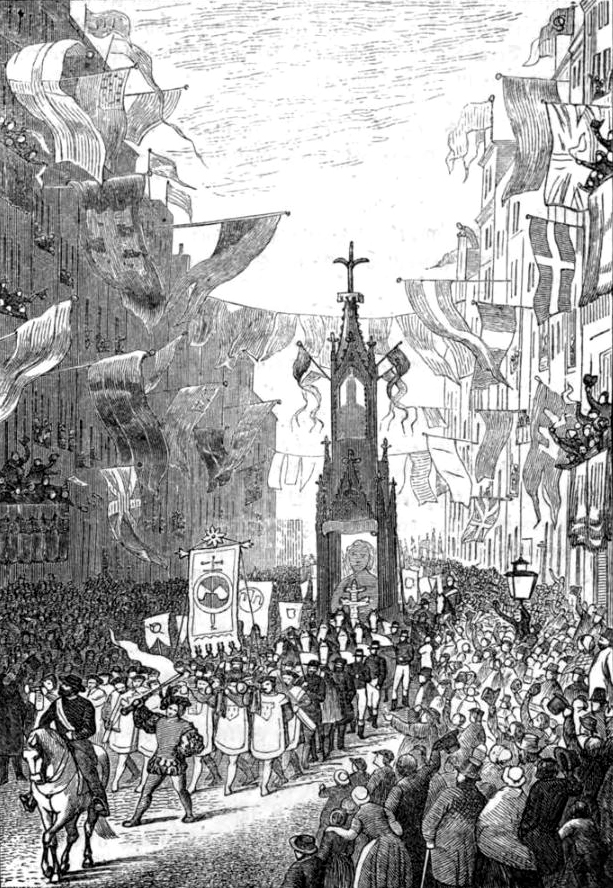
Zug des Künstlervereins, 13. November 1859. Auf dem Pferd vor dem Zug Ernst Gottfried Vivié

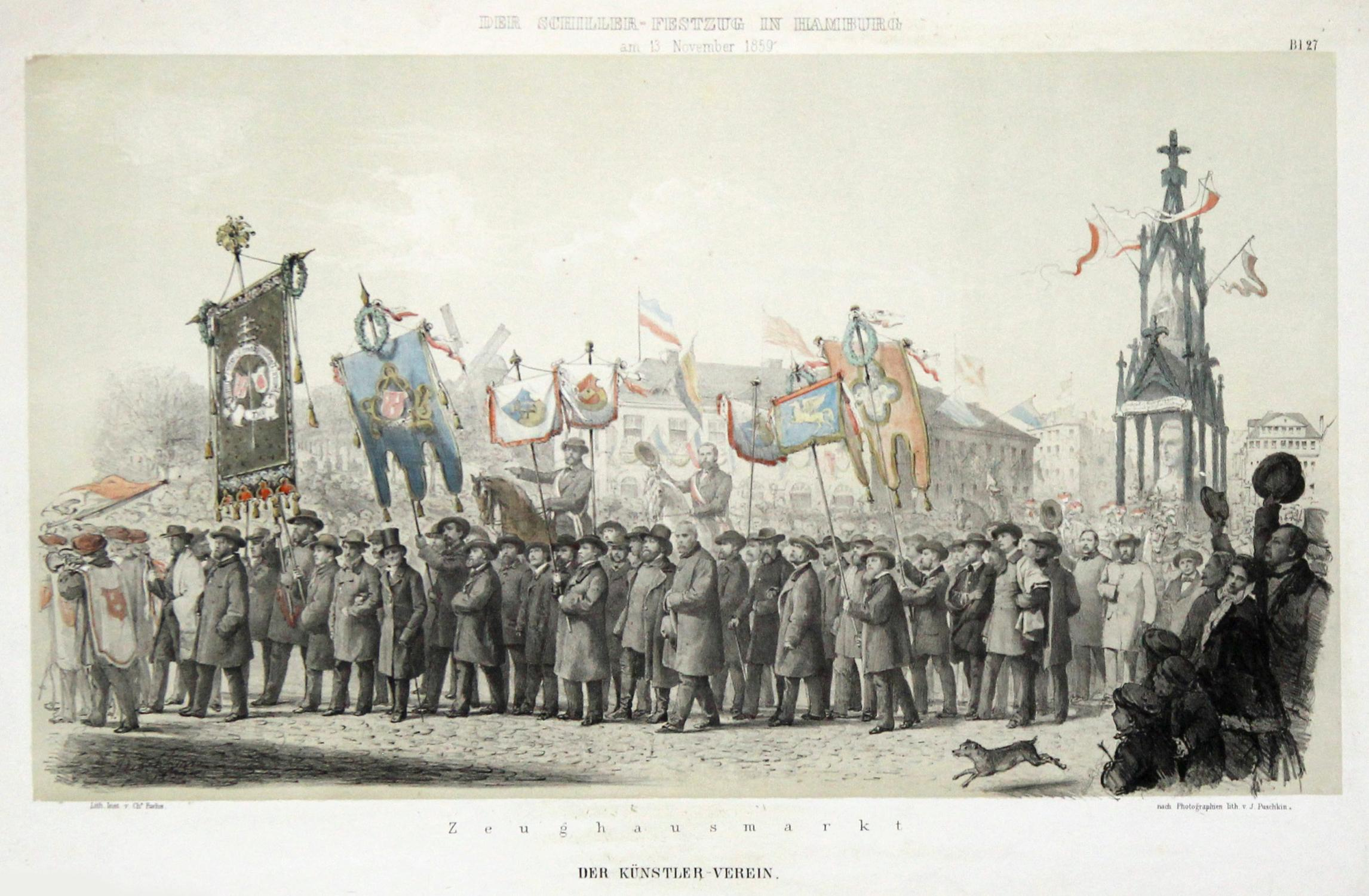
Zug des Künstlervereins auf dem Zeughausmarkt. Lithografie (nach Fotografien) von Joseph Puschkin für das Lithografische Institut von Charles Fuchs, 1859

In über 440 deutschen und 50 nichtdeutschen Städten fanden 1859 Schillerfeste mit Umzügen statt, so auch in Hamburg. Friedrich Schiller war, wie Albrecht Dürer, ein Symbol der deutschen Einheitsbewegung. Beim Fest präsentierten unter anderem Gesangs- und Turnvereine, Studentengruppen, verschiedene Handwerkerinnungen sowie der Hamburger Künstlerverein ihre nationale Gesinnung. Neben Fahnen in den Farben Schwarz-Rot-Gold trugen die Gruppen ihre jeweiligen Vereinssymbole. Der Schiller-Festzug war in verschiedene Hauptabteilungen unterteilt. Der Hamburger Künstlerverein war in der dritten Hauptabteilung.
Am Anfang der Hauptabteilung ritt Ernst Gottfried Vivié, der auch ein Mitglied der Hamburgischen Bürgerschaft war. Ihm folgten ein Fahnenschwinger und ein aus 14 Mann bestehender Spielmannszug in weißer Tracht. Dann folgte der eigentliche Zug des Hamburger Künstlervereins. Am Anfang des Zuges schritt der Präsident des Vereins Ernst Glüer mit einem Stab in der Hand, begleitet von Otto Speckter und Carl Martin Laeisz. Darauf folgte das große Banner des Vereins, das 1852 von Hamburger Frauen dem Verein überreicht wurde und das nun von Martin Gensler getragen wurde, mit Unterstützung von den Malern Peter Gustav Brünner und Friedrich Wilhelm Lucas. Dem Banner schloss sich eine kleine Anzahl von Mitgliedern des Vereins mit zwei Standarten an. Auf einer Standarte war Pegasos abgebildet und auf der anderen von 1848 das Hamburger Wappen mit einem Hanseatenkreuz der Hanseatischen Legion. Die erstgenannte Standarte war die älteste des Vereins und war ein Geschenk von dem Architekten Eduard Stammann, der sie aus Rom mitbrachte. Sie wurde einst von Ludwig Schwanthaler bemalt und diente den Deutschrömern bei den Cervarofesten. Darauf folgten drei getragene kleinere Fahnen, die extra für den Festzug bemalt wurden und mit den darauf befindlichen Symbolen die Architektur, die Bildhauerei und die Malerei darstellten. In der Mitte des Vereinszuges schwankte ein ca. 11 Meter 60 hoher (vom Boden mit Unterbau und Wagen über 12 Meter 20) Turm aus relativ leichtem Baumaterial, der einem gotischen Kirchturm glich. Er befand sich auf einem von Ernst Glüer entworfenen und dem Ratszimmerermeister Johann Heinrich Hopfelt gebauten Unterbau, der auf einem Wagen von acht Pferden gezogen wurde. Der Unterbau war mit Tannenzweigen dicht umwunden und der Wagen mit einer Draperie verhüllt. Im oberen Stockwerk des Baus stand, die Architektur symbolisierend, ein Kirchenmodell, angefertigt von Alexis de Chateauneufs Mitarbeiter und Schüler Johann Conrad Marchand. In zwei Seitenfenstern des mittleren Stockwerks wurde die Malerei repräsentiert, durch das Gemälde Fiesole, eine Madonna malend von Louis Asher und ein Landschaftsgemälde von Valentin Ruths. In der Mitte des baldachinartigen Geschosses stand eine große Büste Schillers von Ernst Gottfried Vivié. An den Seiten befanden sich eine Kreuzblume der sich im Bau befindlichen neuen St.-Nikolai-Kirche und ein von der Bronzefabrik- und Zinngießerei Georg Schulz in Zinn gegossenes, korinthisches Kapitell. Jeweils drei Spruchbänder verzierten die Seiten des Turmes mit folgenden drei Sprüchen:

„Architektur ist hier zu schauen, zu Grund gelegt mit Gottvertrauen. – Die Malerei führt’s weiter aus und schmückt uns Kirche, Schul' und Haus. – Skulptura nun mit fleiß'gen Händen stellt Büsten auf an allen Enden.“

Dem Wagen folgte der größere Teil der Vereinsmitglieder mit einem Banner von 1848, auf dem das Künstlerwappen abgebildet war.
Das Bauwerk wurde von der Bevölkerung durch Jubel begrüßt. An unebenen Stellen des Bodens geriet es bedenklich in starkes Schwanken, sodass es vorsichtshalber von Seilen, die von der Spitze des Turmes herunterhingen, gehalten wurde. An vielen Stellen in der Stadt mussten wegen der Höhe des Bauwerks aufgehängte Flaggen oder quer über der Straße aufgehängte Fahnenleinen entfernt oder höher gehängt werden, damit der Wagen mit dem Bauwerk durchkam.

## Ehemalige Sammlung
Der Künstlerverein besaß eine Sammlung an Kunstwerken, darunter zum Beispiel auch die Zeichnung Die Genien auf der Lichtlilie von Philipp Otto Runge, die heute zur Sammlung des Wallraf-Richartz-Museums gehört. 2013 betrieb das Museum Provenienzforschung, um sicherzugehen, dass sich zwischen den in dem Zeitraum von 1933 bis 1937 angekauften Aquarellen, Zeichnungen und Druckgraphiken keine Raubkunst befände. Die Hamburger Zeichnung trug die Inventar-Nummer 1937/9 und war somit erst mal verdächtig. Doch es stellte sich nach Recherchen heraus, dass am 19. Juni 1937 die Zeichnung bei der Leipziger Galerie C.G. Börner für knapp 12.000 Reichsmark von dem Museum ersteigert wurde. Versteigern ließ es der Hamburger Künstlerverein von der Galerie und der wiederum erbte es 1839 von dem Gründungsmitglied des Vereins Otto Sigismund Runge, dem Sohn von Philipp Otto Runge. Die Zeichnung war also unbelastet. Das Motiv Die Genien auf der Lichtlilie sind auch Bestandteil des unvollendeten Ölgemäldes Der große Morgen von Philipp Otto Runge und zum Teil Bestandteil von dem Ölgemälde Der kleine Morgen. Beide Gemälde sind heute Teil der Sammlung der Hamburger Kunsthalle.

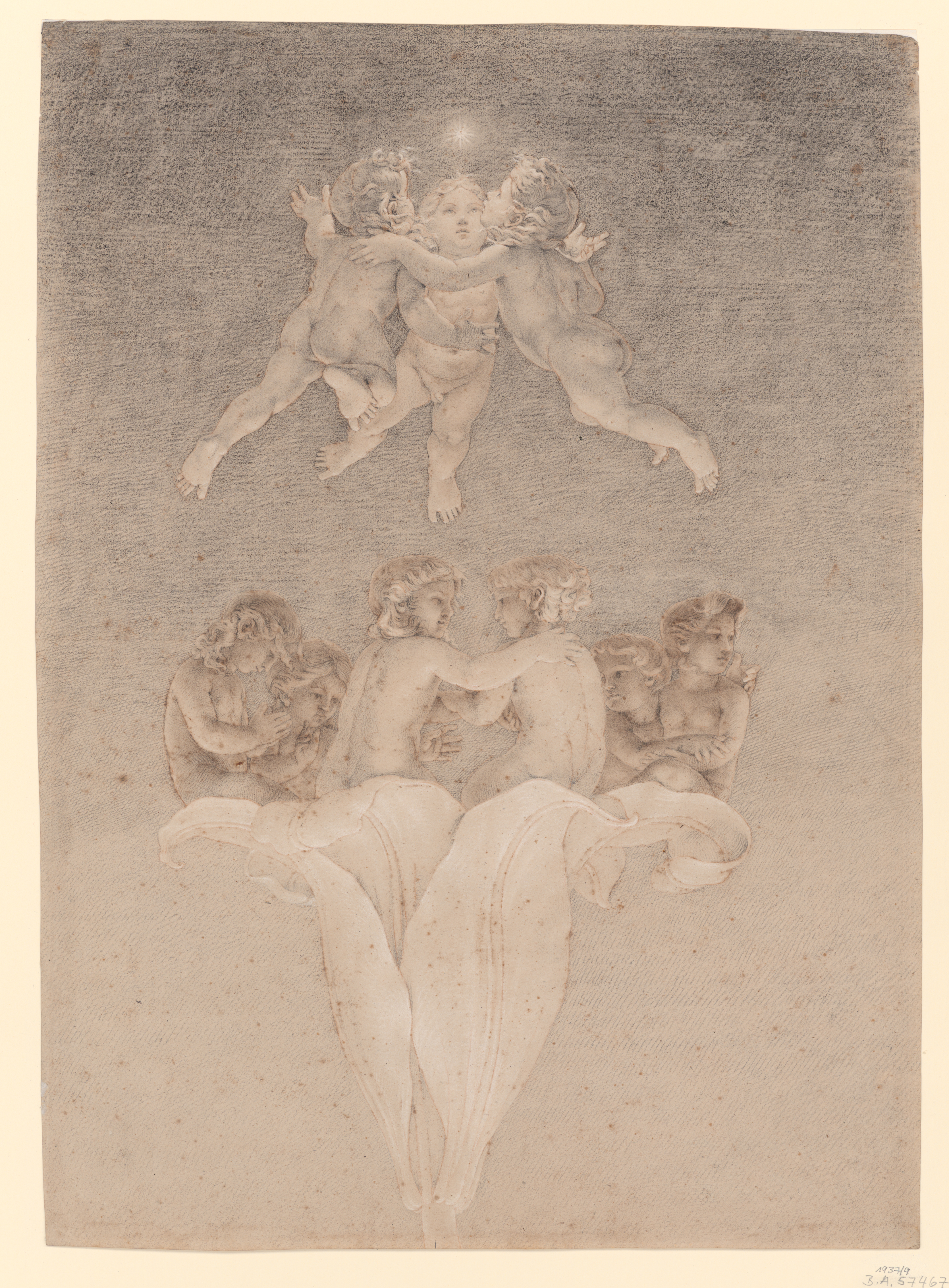
Die Genien auf der Lichtlilie von Philipp Otto Runge, 1809, Wallraf-Richartz-Museum
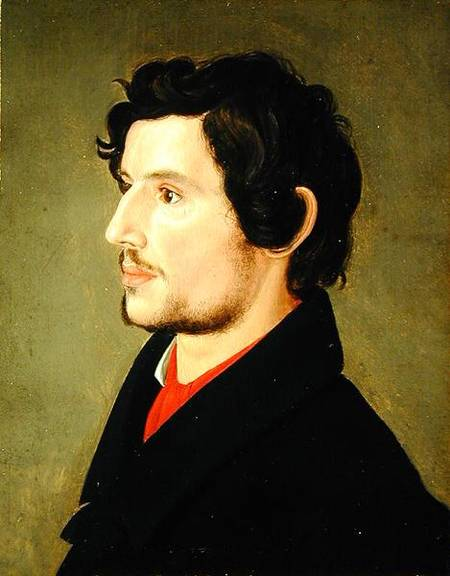
Porträt Otto Sigismund Runge von Julius Oldach, um 1829, Hamburger Kunsthalle
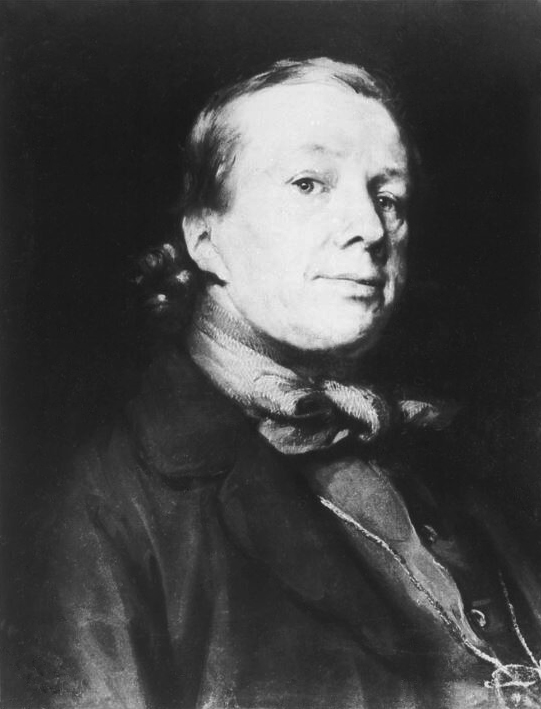
Porträt Hermann Wilhelm Soltau von Hermann Steinfurth (Schwarz-Weiß-Abbildung), vor 1861, Hamburger Kunsthalle
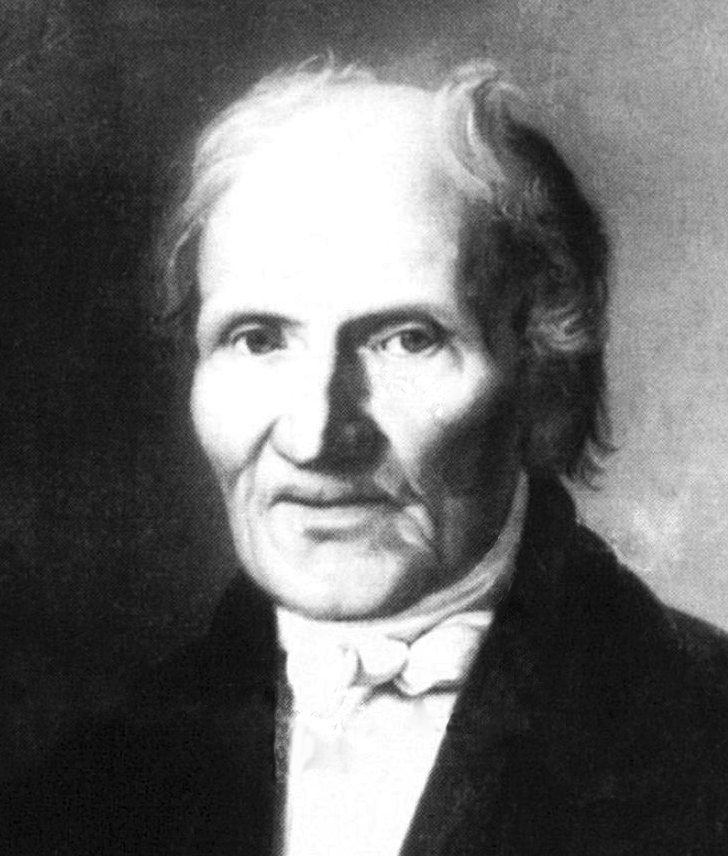
Porträt Gerdt Hardorff der Ältere von Franz Heesche (Schwarz-Weiß-Abbildung, Ausschnitt), 1856, Hamburger Kunsthalle

Dem Hamburger Künstlerverein gehörte auch das um 1829 von Julius Oldach gemalte Porträt von Otto Sigismund Runge, das sich jetzt in der Sammlung der Hamburger Kunsthalle befindet. 1856 porträtierte Franz Heesche Gerdt Hardorff. Der Hamburger Künstlerverein stiftete das Ölgemälde Hardorff zu Ehren der öffentlichen Gemäldegalerie des Kunstvereins in Hamburg, die ihre Räume unter den Börsenarkaden der Handelskammer am Adolphsplatz hatte. Die Sammlung der Gemäldegalerie sowie die Sammlungen von Georg Ernst Harzen und Johann Matthias Commeter bildeten später den Grundstock der Sammlung der Hamburger Kunsthalle. Ebenfalls im Besitz der Hamburger Kunsthalle befindet sich auch das Gemälde, das Hermann Wilhelm Soltau zeigt und von Hermann Steinfurth gemalt wurde. Das Porträt hing 1898 neben anderen noch im Versammlungslokal des Hamburger Künstlervereins in dem Haus der Patriotischen Gesellschaft, doch ab 1912 hing es, anfangs als Leihgabe, in der Hamburger Kunsthalle. Auch ein Selbstporträt von Hermann Steinfurth wurde, allerdings schon 1863, der Kunsthalle vom Hamburger Künstlerverein geschenkt.
Nachdem der 1848 abgedankte König von Bayern Ludwig I. 1850 schon das König-Ludwig-Album überreicht bekam, ließ ihn 1855 auch der Hamburger Künstlerverein ein Album zukommen. In der Neuen Münchner Zeitung vom 23. Juni 1855 war das Dankesschreiben von Ludwig I. abgedruckt.

„An den Künstlerverein in Hamburg. Vermittelst des Staatsministeriums des königl. Hauses und des Aeußern habe Ich nach meiner Rückkunft aus Italien das Mir von dem Künstlerverein in Hamburg bestimmte schöne Album bekommen, von welchem ich bereits die Anzeige erhalten hatte. Ich konnte einem solchen Beweis der Gesinnungen der Künstler nicht erwarten, um so mehr erfreut mich dieses ausgezeichnete Kunstwerk. Diese Theilnahme über die Mir von Gott so gnädig gewährte Wiedergenesung wird mir immer sehr schätzbar sein. Lebhaft besteht das Andenken in Mir der Gastfreundschaft, die Mir vor 51 Jahren in Hamburg zu Theil geworden. Dem Künstlervereine Meinen lebhaften und wärmsten Dank ausdrückend der wohlgewogene Ludwig. München den 11. Juni 1855.“

Anlässlich des 25-jährigen Jubiläums des Museum für Kunst und Gewerbe Hamburg überreichte eine Deputation des Künstlervereins dem Direktor des Museums Justus Brinckmann eine Ehrengabe in Form einer Landschaft von Carl Albrecht.
Um für den Neubau der Hamburger Kunsthalle etwas finanziell beizusteuern, entschied sich der Künstlerverein, seine Sammlung zu verkaufen. Diese wurde 1912 von Anna Brettschneider, geb. Garvens, erworben und der Hamburger Kunsthalle als Stiftung überlassen. Darunter Werke von Friedrich Brockmann, Adolf Carl, Johann Hermann Carmiencke, Günther Gensler, Jacob Gensler, Martin Gensler, Georg Haeselich, Franz Heesche, Victor Emil Janssen, Hermann Kauffmann, Johann Carl Koch, Johann Heinrich Martens, Julius Milde, Julius Oldach, Philipp Otto Runge, Johann Heinrich Sander, Robert Schneider, Emil Gottlieb Schuback, Hermann Wilhelm Soltau, Johann Ludwig Wilhelm Westermann und Wilhelm Friedrich Wulff.

## Mitglieder (Auswahl)
- Friedrich Ahlers-Hestermann (1883–1973), Maler
- Carl Albrecht (1862–1926), Maler
- Ludolf Albrecht (1884–1955), Bildhauer (Godbar Ludolf Georg Theodor Albrecht), Beitritt 1914, Vorsitzender ab 1921
- Xaver Arnold (1848–1929), Bildhauer
- Louis Asher (1804–1878), Maler, Bildhauer
- Anton Asmussen (1857–1904), Maler
- Louis Aumont (1805–1879), Maler
- Hans Eberhard Bahre (1882–1962), Maler, Graphiker, Beitritt 1920
- Julius Bakof (1819–1857), Maler
- Johann Wilhelm David Bantelmann (1806–1877), Maler, Gründungsmitglied 1832
- Ludolph Bargum (1832–1902), Architekt, Baupolizei-Inspektor der Baudeputation Hamburg
- Hans von Bartels (1856–1913), Maler
- Emil Bauch (1823–um 1890), Maler
- Carl Heinrich Martin Bauer (1829–1904), Architekt
- Franz Beck (1893–1983), Maler, Graphiker, Beitritt 1922, später Vorsitzender (Schwager und Schüler von Julius Wohlers)
- Carl Becker (1862–1926), Maler
- Hermann Becker (1817–1885), Maler
- Hans Beckmann (1809–1882), Maler
- Adolph (auch Adolphe) Behrens (1865–1914), Maler
- Hans Behrens (1882–1952), Maler, Bildhauer
- Ary Bergen (1886–1950), Maler, Illustrator
- Robert Friedrich Bichweiler (1849–1915), Architekt, Maler
- Werner Bley (1897–1974), Maler, Graphiker, Beitritt 1928
- Carl Blohm (1886–1946), Maler, Beitritt 1918
- Arthur Bock (1875–1957), Bildhauer
- Paul Bögemann (1886–1967), Maler, Beitritt 1921
- Rolf Böhlig (1904–1979), Maler, Grafiker, Vorsitzender
- Alfred Böhm (1850–1885), Maler
- Theodor Böhme (1810–1886), Maler
- Carl Börner (1828–1905), Bildhauer
- August Bohnhorst (1849–1919), Maler
- Paul Bollmann (1885–1944), Maler, Graphiker, Beitritt 1919
- Carl Boppo (1840–1928), Maler
- William Bottomley (1816–1900), Maler
- Max Braun (1852–?), Maler
- Johann Heinrich Martin Brekelbaum (1836–1901), Architekt (Er entwarf unter anderem auch das Kugeldenkmal)
- Erich Brill (1895–1942), Maler, Beitritt 1928
- Friedrich Brockmann (1809–1886), Maler
- Hermann Bruck (1873–nach 1948), Maler
- Peter Gustav Brünner (1833–1929), Glas- und Kirchenmaler
- Louis Buchheister (1820–1881), Maler, Lithograph und Fotograf (schuf 1850 eine Lithographie von Gerhard von Hoßtrup für Charles Fuchs)
- George Buckup (1864–1921), Maler
- Theodor Bülau (1800–1861), Architekt
- Adolf Carl (1814–1845), Maler, Beitritt 1833
- Johann Hermann Carmiencke (1810–1867), Maler, Beitritt 1834
- Johann Caspar Coqui (1808–1855), Maler
- Hermann Cornils (1869–1956), Bildhauer, Radierer
- Rudolf Crell (1833–1904), Maler
- Karl Dehmann (1886–1974), Maler
- Moritz Delfs (1823–1906), Maler, 1863 Vorsitzender, später Ehrenmitglied
- Aloys Denoth (1851–1893), Bildhauer
- Helmuth Emanuel von Dirckinck-Holmfeld (1835–1912), Maler
- Otto Dobbertin (1862–1931), Bildhauer, 1902 Vorsitzender
- Paul Düyffcke (1847–1910), Bildhauer, Medailleur und Zeichner
- Adolph Eckhardt (1868–nach 1941), Maler, Radierer, Glasmaler
- Henning Edens (1885–1943), Maler, Beitritt 1912
- Hugo Adolf Eggeling (1888–1917), Maler
- H. S. Ehbets (1833–1878), Architekt
- Julius von Ehren (1864–1944), Maler, Beitritt 1894 mit Unterbrechung von 1899 bis 1906
- Ernst Eitner (1867–1955), Maler, Beitritt 1895
- Alphons Ely (1886–1973), Bildhauer, Beitritt 1920
- Wilhelm Engelhard (1813–1902), Bildhauer, Maler
- Carl Gottfried Eybe (1813–1893), Maler, Lithograph, Bildhauer
- Hans Peter Feddersen (1905–1998), Bildhauer, Beitritt nach 1931
- Wilhelm Feldmann (1859–1932), Maler
- Albert Feser (1901–1993), Maler
- Arnold Fiedler (1900–1985), Maler, Graphiker, Beitritt 1922
- R. M. Fiedler (?–?), Architekt
- Otto Fischer-Trachau (1878–1958), Maler, Graphiker, Raumgestalter, Beitritt 1908
- Fritz Flebbe (1893–1929), Maler, Graphiker, Beitritt 1928
- Fritz Flinte (1876–1963), Maler, Beitritt 1921
- Ferdinand Flor (1793–1881), Maler
- August Flügge (1813–1839), Architekt
- Hans Förster (1885–1966), Graphiker, Zeichner, Schriftsteller, Beitritt nach 1931
- Adolf Theodor Franck (1841–1929), Maler
- (Carl Albert) Rudolf Fredderich (1886–1976), Maler, Graphiker
- Josua Leander Gampp (1889–1969), Maler, Graphiker
- Karl Garbers (1864–1943), Bildhauer, Beitritt 1911
- Alexander Gascard (1807–1837), Architekt und Lithograph, Gründungsmitglied 1832
- Gustav Gaupp (1844–1918), Maler
- Henry Ludwig Geertz (1872–?), Maler
- Gehring (?–?), Architekt
- Julius Geißler (1822–1904), Maler, Lithograph und Fotograf
- Günther Gensler (1803–1884), Maler, Radierer und Zeichner, Gründungsmitglied 1832
- Jacob Gensler (1808–1845), Maler, Gründungsmitglied 1832, 1840 Präsident des Hamburger Künstlervereins
- Martin Gensler (1811–1881), Maler, Graphiker und Illustrator, Gründungsmitglied 1832
- Johann Philipp Gerke (1811–?), Maler und Lithograph
- Ernst Glüer (1831–1867), Architekt, 1859 Präsident des Hamburger Künstlervereins
- Berend Goos (1815–1885), Maler
- A. Emil Gottschalck (?–?), Architekt
- C. H. Graßmann (1819–?), Architekt
- Georg Greve-Lindau (1876–1963), Maler, Beitritt 1924
- German Grobe (1857–1938), Maler
- Dr. F. Grote (1820–?), Maler
- Franz Gruber (1850–?), Theatermaler
- C. Gruner (?–?), Maler
- Louis Gurlitt (1812–1897), Maler, 1855 Präses des Hamburger Künstlervereins[62]
- Willy Habl (1888–1964), Maler, Beitritt 1921
- Claus Heinrich (auch Hinrich) Hadenfeld (1878–1943), Maler, Graphiker, Beitritt 1912
- Ernst Händel (1813–1898), Maler
- Hugo Häring (1882–1958), Architekt
- Georg Haeselich (1806–1894), Maler und Lithograph
- Marcus Haeselich (1807–1856), Maler und Lithograph
- R. Haeselich (?–?), Architekt
- Martin Haller (1835–1925), Architekt
- Eduard Hallier (1836–1889), Architekt (Vater von Eduard Hallier)
- Wilhelm von Hanno (1826–1882), Architekt
- B. Hansen (?–?), Architekt
- Sophus Hansen (1871–1959), Maler
- Bernhard Hanssen (1844–1911), Architekt
- Gerdt Hardorff der Ältere (1769–1864), Maler, Ehrenmitglied seit 1852
- Hermann Rudolph Hardorff (1816–1907), Maler
- Hugo Friedrich Hartmann (1870–1960), Maler, Graphiker, Beitritt 1900
- Hermann Dietrich Hastedt (1824–1901), Architekt (Gründungsmitglied vom Architekten- und Ingenieurverein Hamburg, Vorsitzender der Patriotischen Gesellschaft von 1883 bis 1885, Mitglied der Hamburgischen Bürgerschaft)
- Wilhelm Hauers (1836–1905), Architekt
- Hans Hausfeldt (1902–1977), Maler
- Franz Heesche (1806–1876), Maler, Gründungsmitglied 1832
- Friedrich Heimerdinger (1817–1882), Maler
- Paul Henle (1887–1962), Bildhauer, Beitritt 1912
- August Henneberger (1873–1961), Bildhauer
- Thomas Herbst (1848–1915), Maler
- Hans Hermann (1831–nach 1887), Maler
- Carl (Heinz) Hermannes (1874–1955), Maler
- Ludwig Herms (1884–1970), Maler, Staudengärtner (Ehemann von Hänse Herms)
- Friedrich Christian Heylmann (1808–1871), Architekt (Sohn von Friedrich Christian Heylmann)
- Carl Hilmers (1891–1978), Maler, Bildhauer (Carl Hans Detlev Gotthardt Hilmers)
- Heinrich Wilhelm Hinsch (1822–1846), Maler
- H. J. Hochstein (1826–?), Bildhauer
- Fritz Höger (1877–1949), Architekt, Beitritt 1927
- Bernhard Friedrich August Höltzer (1883–nach 1944), Maler, Beitritt 1928
- Arthur Hans Holm (1890–1971), Maler, Beitritt 1930
- Eduard Hopf (1901–1973), Maler, Beitritt 1927
- J. A. Hopfelt (1818–1865 (?)), Architekt
- Friedrich Adolph Hornemann (1813–1890), Maler
- Franz Johann Wilhelm Hünten (1822–1887), Maler
- Richard Hünten (1867–1952), Maler, Beitritt 1894
- A. Hüser (?–?), Architekt
- Georg Hulbe (1851–1917), Leder-Kunsthandwerker
- W. Hulton (?–?), Maler
- Carl Ihrke (1921–1983), Maler, Grafiker und Bildhauer
- Arthur Illies (1870–1952), Maler, Beitritt 1894
- Otto Illies (1881–1959), Maler, Beitritt 1922
- Maximilian Jahns (1887–1957), Maler, Graphiker, Beitritt 1919
- August Jancke (1810–1840), Maler, Graphiker, Gründungsmitglied 1832
- Fritz Jansen (1892–1974), Maler, Graphiker, Beitritt 1930 (Johann (auch Johannes) Friedrich Jansen)
- W. Junge (?–?)
- Reinhard Paul Junghanns (1874–1944), Maler, Beitritt 1900
- Max Kahlke (1892–1928), Maler und Graphiker
- Leopold von Kalckreuth (1855–1928), Maler
- Hermann Kauffmann der Ältere (1808–1889), Maler und Lithograph
- Hermann Kauffmann der Jüngere (1873–1953), Maler
- Paul Kayser (1869–1942), Maler
- Friedrich Keil (1813–1875), Maler
- Adolph Diedrich Kindermann (1823–1892), Maler und Fotograf
- Wilhelm Friedrich Kirschler (1900–?), Maler und Graphiker, Beitritt 1928
- J. Adolph Kiste (1812–nach 1846), Maler und Radierer
- Ludwig Klingenberg (1840–1924), Architekt
- Karl Kluth (1898–1972), Maler, Beitritt 1931, 1950 in den Vorstand des Hamburger Künstlervereins gewählt[63]
- Paul Koch (1845–1886), Bildhauer
- Rudolf Koch (1834–1885), Maler
- Gustav Adolf Koettgen (1805–1882), Maler
- Georg Heinrich Kollmann (1807–1874), Architekt, später Mitglied der Lübecker Bürgerschaft[64][65]
- Hieronymus Christian Krohn (1843–1910), Maler
- Eugen Krüger (1832–1876), Maler
- Max Kuchel (1859–1933), Maler, Beitritt 1888, viele Jahre Schriftführer des Vereins
- Friedrich Kühne (1806–1834), Maler
- Wilhelm Kümpel (1822–1880), Maler
- Carl Kuiper (1865–1930), Maler[66]
- Ludwig Kunstmann (1877–1961), Bildhauer
- Richard Kuöhl (1880–1961), Bildhauer, Beitritt 1919
- Carl Martin Laeisz (1803–1864), Maler, Lithograph
- Willi Lange (1876–1950), Maler, Graphiker, Bildhauer (Willi Otto Max Lange), Beitritt 1920
- Carl Langhein (1872–1941), Maler, Graphiker
- Dietrich Langko (1819–1896), Maler
- Johann Friedrich Lauenburg (1809–1835), Architekt, Gründungsmitglied 1832
- Leo Lehmann (1782–1859), Maler, Lithograph und Zeichenlehrer
- Rudolf Lehmann (1819–1905), Maler
- Heinrich Leitner (1842–1913), Maler
- August Carl Libert Lentz (1827–1898), Maler
- Paul Heinrich Wilhelm Lichtwark (1872–1948), Maler (Cousin von Alfred Lichtwark, Bruder von Karl Lichtwark), Beitritt 1906
- Julius Lippelt (1829–1864), Bildhauer
- Friedrich Lissmann (1880–1915), Maler, Holzschneider (Bruder von Hans Lissmann)
- Carl Friedrich Adolph Lorentzen (1801–1880), Maler
- Heinrich Lorenz (1810–1888), Medailleur
- Johann Jacob Lorenz (?–?), Graveur (Sohn von Heinrich Lorenz)
- Friedrich Wilhelm Lucas (1815–1898), Maler u. a. Theatermaler im Thalia Theater[67][68]
- H. E. Lüders (1835–?), Architekt
- Georg Luis (1816–1885), Architekt
- Ascan Lutteroth (1842–1923), bis 1909 Vorsitzender[69]
- Christian Carl Magnussen (1821–1896), Maler
- Wilhelm Mann (1882–1957), Maler (Wilhelm Adam Gottlob Mann), Beitritt 1912
- J. C. H. Marchand (1821–?), Architekt
- Joseph Heinrich Ludwig Marr (1807–1871), Maler
- Gustav Ludwig Martens (1818–1872), Architekt
- Johann Heinrich Martens (1815–1843), Maler
- Karl Otto Matthaei (1863–1931), Maler
- Paul Mechlen (1888–1961), Maler, Mitglied 1919–1935
- Louis Ludwig Mecklenburg (1820–1882), Maler
- A. L. J. Meier (1828–1878), Architekt
- Franz Andreas Meyer (1837–1901), Bauingenieur
- Julius Diedrich Meyer (1833–?), Maler
- Carl Julius Milde (1803–1875), Maler, Konservator, Restaurator, Gründungsmitglied 1832 und erster Präses
- Aenderly Möller (1863–1936), Maler, Beitritt 1895 (englisch auch Anderly Johann Moeller)
- J. H. Th. Möller (1836–1906), Architekt und Maurermeister
- Johann Paul Mohr (1808–1843), Maler, Beitritt 1833
- Alfred Mohrbutter (1867–1916), Maler
- Bernhard Mohrhagen (1814–1877), Maler
- Christian Morgenstern (1805–1867), Maler, Beitritt 1840
- Adolf Mosengel (1837–1885), Maler
- Heinrich Müller (1819–1890), Architekt
- Hermann Müller (1806–1837), Maler
- J. H. Müller (1806–1837), Bildhauer
- Karl Josef Müller (1865–1942), Maler
- Paul Müller-Kaempff (1861–1941), Maler, Zeichner, Lithograph
- Th. Necker (1834–?), Architekt
- Fritz Neuber (1837–1889), Bildhauer
- Rudolf Neugebauer (1892–1961), Maler, Bildhauer
- Alexander Neumann (1831–?), Maler
- Carl Franz Adolf Niedorf (1832–1872), Maler
- H. Niemeyer (?–?), Architekt
- Benedikt Momme Nissen (1870–1943), Maler
- Franz Nölken (1884–1918), Maler, Beitritt 1916
- Rudolf Nonnenkamp (1826–1877), Maler
- Ernst Odefey (1882–1964), Maler, Beitritt 1919
- Karl Oderich, auch Carl (1856–1915), Maler
- Emmerich Oehler (1881–1982), Bildhauer, Keramik- und Porzellanplastiker
- Carl August Heinrich Ferdinand Oesterley (1839–1930), Maler
- Theodor Ohlsen (1855–1913), Maler
- Engelbert Peiffer (1830–1896), Bildhauer
- Ludwig Hermann Philippi (1848–1908), Architekt (Deutsche Seewarte), Kunstsammler, vermachte der Hamburger Kunsthalle ca. 450 Zeichnungen[70]
- Otto Pieper (1881–1968), Maler
- Johannes Poppen (1893–1944), Maler und Illustrator, Beitritt 1920
- Hans Heinrich Porth (1796–1882), Maler
- Victor Post (1807–?), Bildhauer
- Joseph Puschkin (1827–1905), Maler
- Carl Rathjen (1855–1919), Maler
- Daniel Ramée (1806–1887), Architekt (Sohn von Joseph Ramée)
- Friedrich Christian Rampendahl (1859–1932, Sohn des Folgenden), Bildhauer, später Lehrer an der Hamb. Kunstgewerbeschule, Studienrat
- Heinrich Friedrich Christoph Rampendahl (1822–1891), Bildhauer und Maler
- Eugen von Rège (?–?), Maler
- Julius Christian Rehder (1861–1955), Maler, Beitritt 1895
- Martin Rehder (1858–1935), Maler
- Carl Reinhardt (1818–1877), Maler
- Georg Friedrich Louis Reinhardt (1819–1905), Maler (Ziehvater von Max Thedy)
- Carl Heinrich Remé (1831–1874), Architekt
- Hermann Rieck (1850–1939), Maler
- Eduard Ritter (1820–1892), Maler, Lithograph
- Adolf Heinrich Rode (1805–1983), Maler, Beitritt 1930
- Carl Rodeck (1841–1909), Maler
- Friedrich Wilhelm Roesing (1815–1883), Wasserbauarchitekt
- Berend Otto Roosen (1832–1912), Architekt und Stadtabgeordneter in Altona
- Charles Roß (1816–1858), Maler
- Roth (?–?), Bildhauer (G. A. Roth ?)
- Carl Rotte (1862–1910), Maler
- Friedrich Rückert (1832–1893), Maler
- Otto Sigismund Runge (1806–1839), Bildhauer, Gründungsmitglied 1832
- Valentin Ruths (1825–1905), Maler
- Hans Martin Ruwoldt (1891–1969), Bildhauer
- Johann Heinrich Sander (1810–1865), Maler
- Franz Schaffner (1876–1951), Maler
- Friedrich Schaper (1869–1956), Maler und Graphiker, Beitritt 1895
- Caesar Scharff (1864–1902), Bildhauer
- Alexander Georg Heinrich Scherzer (1835–1871), Maler (auch E. H. A. Scherzer)
- Carl (auch Karl) Schildt (1851–1920), Maler
- Franz Bernhard Schiller (auch Schüller) (1815–1857), Bildhauer
- Walter (auch Walther) Emil Schimmelpfeng (1879–1963), Maler
- Carl Schlesinger (1825–1893), Maler
- August Eduard Schliecker (1833–1911), Maler
- E. Schlüter (?–?), Maler
- Gustav Schmid-Goertz (1889–1965), Maler, Beitritt 1916
- August Schmidt (?–?), Maler
- Hermann Schmidt (1833–1889), Maler (Johannes Hermann Dorius Schmidt)
- Martin Schmidt (1863–1930), Bildhauer, Vorsitzender um 1907[71]
- Hugo Schnars-Alquist (1855–1939), Maler, Beitritt 1899
- Robert Schneider (1809–1885), Maler
- Franz Adam Schröder (1809–1885), Kupferstecher
- Emil Gottlieb Schuback (1820–1902), Maler
- Georg F. Schulz (1824–1870), Erzgießer
- Johann Theodor Schultz (1817–1893), Maler
- Joh. Schumacher (?–?), Maler
- F. Schuster (1807–?)
- Friedrich Schwinge (1852–1913), Maler
- Gustav Wilhelm Seitz (1826–1900), Lithograph, Gründer der Kunstanstalt G. W. Seitz
- Gottfried Semper (1803–1879), Architekt und Kunsttheoretiker, Beitritt 1832
- Arthur Siebelist (1870–1945), Maler, Beitritt 1895
- Julius Simmonds (1843–1924), Maler
- Curt Singer (1905–1989), Maler
- Emil Smidt (1878–1954), Maler, Beitritt 1918 (Emil Hermann Leonhard Smidt)
- Hermann Wilhelm Soltau (1812–1861), Maler, Illustrator, Graphiker, Beitritt 1837
- Will Spanier (1894–1957), Maler, Mitglied 1920–1935
- Hans Speckter (1848–1888), Illustrator, Zeichner, Autor
- Otto Speckter (1807–1871), Zeichner und Radierer, Gründungsmitglied 1832
- Johann Ferdinand Spengel (1819–1876), Maler
- Karl Spethmann (1888–1944), Maler, Bildhauer, Beitritt 1924
- Friedrich Stammann (1807–1880), Architekt (Bruder von Franz Georg Stammann)
- Eduard Steinbach (1878–1939), Maler
- Hermann Steinfurth (1823–1880), Maler, eine Zeit lang Vorsitzender
- Carl Ferdinand Stelzner (1805–1894), Maler und dann Fotograf
- Gustav Stever (1823–1877), Maler
- Arthur Storch (1870–1947), Bildhauer und Medailleur
- Paul Storm (1880–1951), Maler, Beitritt 1912
- Heinrich Stuhlmann (1803–1886), Maler und Grafiker, Gründungsmitglied 1832
- Otto Thämer (1892–1975), Maler
- Theodor Richard Thiele (1859–1935), Bildhauer (Er unterrichtete an der Kunstgewerbeschule Hamburg, unter anderen Ernst Barlach)
- Oscar Erwin Ulmer (1888–1963), Bildhauer
- Eduard Unger (1839–?), Maler
- Georg Gottlob Ungewitter (1820–1864), Architekt
- Georg Viegelmann (?–?), Maler, Gründungsmitglied 1832
- Arthur Viol (1849–1929), Architekt
- Ernst Gottfried Vivié (1823–1902), Bildhauer, Vizepräsident der Hamburgischen Bürgerschaft und andere Ämter
- Wilhelm Daniel Vivié (1849–1919), Architekt und Baurat bei der Baupolizeibehörde (Sohn von Ernst Gottfried Vivié)
- Hans Vogel (1885–1970), Maler (Er war bei der Hamburger Südsee-Expedition dabei, blieb aber nur ein Jahr)[72]
- Wilhelm Volkhart (1815–1876), Maler
- Adolph Friedrich Vollmer (1806–1875), Maler und Graphiker, Gründungsmitglied 1832
- Johannes Konrad Christian Voth (1872–1936), Architekt
- Friedrich Wachenhusen (1859–1925), Maler
- Friedrich Wasmann (1805–1886), Maler
- Felix Weckeiser (?–?), Maler (Professor an der Kunstgewerbeschule in Hamburg)
- Wilhelm Weimar (1857–1917), Zeichner und Fotograf, Assistent und später Professor im Museum für Kunst und Gewerbe Hamburg
- Jean-Louis Wensel (1825–1899), Maler
- Carl Werner (1808–1894), Maler
- Johann Ludwig Wilhelm Westermann (1803–1882), Maler (u. a. in Hamburger Künstlerkolonie, München), Gründungsmitglied 1832
- Friedrich Wield (1880–1940), Bildhauer
- Ernst Wiemann (1878–1912), Maler
- Ludwig Winck (1827–1866), Bildhauer und Sekretär des Kunstvereins in Hamburg
- August Windmüller (1815–?), Maler, Beitritt 1840
- Frido Witte (1881–1965), Maler
- Julius Wohlers (1867–1953), Maler, Archivar vom Hamburger Künstlerverein
- Friedrich Ernst Wolperding (1815–1888), Maler
- Hans Wrage (1921–2012), Maler, Beitritt 1968
- Hinrich Wrage (1843–1912), Maler
- Johann Christian Wraske (1817–1896), Maler und Zeichenlehrer
- Hans Würffel (1884–1974), Maler
- Wilhelm Friedrich Wulff (1808–1882), Maler, Graphiker, Lithograph, Radierer
- Wilhelm Ferdinand Xylander (1840–1913), Maler (Neffe von Christian Morgenstern)
- Walter Zehle (1865–1940), Bildhauer (Friedrich Wield war sein Lehrling)
- Rudolf Jacob Zeller (1880–1948), Maler
- Victor Zeppenfeld (1834–1883), Maler
- Werner Oskar Gotthold Zeppenfeld (1893–1933), Bildhauer, Beitritt 1931

## Außerordentliche Mitglieder (Auswahl)
- C. Ammermann
- Ludolph Bargum (1832–1902), Architekt, Baupolizei-Inspektor der Baudeputation Hamburg
- A. Bock
- Dr. jur. G. T. Brandes
- Otto Cohen (1870–1929), Senatspräsident am Hanseatischen Oberlandesgericht
- Dr. Cordes
- Robert Dietze (schenkte der Hamburger Kunsthalle 1886 eine Federzeichnung von Carl Wilhelm Kolbe dem Älteren)
- Georg Otto Embden
- Dr. C. Goldschmidt
- Eduard Hallier (1866–1959), Vorsitzender der Patriotischen Gesellschaft, Begründer der öffentlichen Bücherhallen, Beitritt 1891
- M. Hertz
- Hirsekorn
- E. Honrath
- Dr. W. Jantzen
- Otto Jessen (1826–1904), Direktor der allgemeinen Gewerbeschule Hamburg der Patriotischen Gesellschaft
- Ad. Kauffmann
- L. Landmeyer
- Lüdert
- W. Lundgreen
- M. Mainzer
- Heinrich Marr (1797–1871), Theaterschauspieler und Theaterregisseur
- J. H. A. Martens, Fabrikant
- Herman Matsen
- Anton Melchior, Hauptzollamtsoffizial
- Dr. Mewert
- Arnold Otto Meyer (1825–1913), Kaufmann, Mitglied der Hamburgischen Bürgerschaft und Kunstsammler
- Friedrich Max Meyer (1819–1897), Mitglied der Hamburgischen Bürgerschaft
- Dr. Mittenzweig
- J. Möhring
- H. Th. Möller
- Rudolf Mönckeberg (1846–1917), Mitglied der Hamburgischen Bürgerschaft
- Carl Mosengel
- Dr. Joh. Nölting
- Ch. Pollock
- Matthias Ferdinand Rachals (1801–1866), Klavierbauer
- Dr. Hans Rathjen, Notar
- Otto Reiner
- B. H. Riege
- Oscar Repsold (1842–1919), Ingenieur und Mitglied der Hamburgischen Bürgerschaft
- Adalbert Röperhoff
- Franz Rompel (1866–1943), Fotograf, 1919 Mitglied der Gesellschaft Deutscher Lichtbildner, 1925 Obermeister der Fotografen-Innung, 1923–1935 Hausfotograf bei Reemtsma
- J. Roosen
- Ludwig August Roosen-Runge, Geschäftsmann (Geschäftspartner bei Langen, Otto & Roosen, dem Vorgänger der Deutz AG)
- W. Schmidt
- Dr. jur. W. Spethmann
- Dr. jur. R. Stade
- A. H. Stahl
- H. Statham
- Prof. Dr. Stettiner
- Heinrich Strack (1805–1880), Architekt
- L. C. Völckers
- George Westendarp (1842–1902), Ingenieur
- Ferdinand Wilm
- J. H. G. Winkler
- Alexander Zinn (1880–1941), Schriftsteller und Staatsrat

## Ausstellungen des Künstlervereins (Auswahl)
- 1838: Vierte Ausstellung des Hamburger Künstlervereins – Ausstellende Künstler waren unter anderen Johann Joachim Faber, Martin Gensler, Georg Haeselich, Hermann Rudolph Hardorff, Hermann Kauffmann, Henry Ritter, Otto Sigismund Runge, Johann Heinrich Sander, Hermann Wilhelm Soltau und Adolph Friedrich Vollmer.[73]
- 1840: Ausstellung in der Halle des Hammer Hofes im Hammer Park anlässlich des Besuches des dänischen Königs Christian VIII und seiner Gemahlin Caroline Amalie – Unter den 24 ausstellenden Künstler waren unter anderen Adolf Carl, Günther Gensler, Jacob Gensler, Martin Gensler, Georg Haeselich, Marcus Haeselich, Franz Heesche, Hermann Kauffmann, Christian Morgenstern, Otto Speckter und Heinrich Stuhlmann.
- 1842: Sechste Ausstellung des Hamburger Künstlervereins in der Börsenhalle von Gerhard von Hoßtrup (wegen des Großen Brandes vorzeitig abgebrochen)
- 1843: Siebente Ausstellung des Hamburger Künstlervereins – Ausstellende Künstler waren unter anderen Louis Asher, Theodor Böhme, Carl Gottfried Eybe, Johann Joachim Faber, Günther Gensler, Jacob Gensler, Georg Haeselich, Marcus Haeselich, Friedrich Heimerdinger, Hermann Kauffmann, Johann Baptist Kirner, Wilhelm Lichtenheld, Heinrich Martens, Carl Julius Milde, Johann Heinrich Sander, Ernst Gottfried Vivié, Adolph Friedrich Vollmer, Friedrich Wasmann und Wilhelm Friedrich Wulff.[74]
- 1863: Ausstellung von Aquarellen und Zeichnungen im Foyer des Thalia Theaters[75]
- 1908: Kunstverein in Hamburg, Jubiläumsausstellung anlässlich des 75-jährigen Bestehens des Künstlervereins – Ausstellende Künstler waren Carl Albrecht, Xaver Arnold, Carl Becker, Adolph Behrens, Arthur Bock, August John Paul Bohnhorst, Georg Buckup, Julius von Ehren, Ernst Eitner, Henry Ludwig Geertz, Hugo Friedrich Hartmann, Carl Hermannes, Richard Hünten, Arthur Illies, Reinhard Paul Junghanns, Hermann Kauffmann der Jüngere, Max Kuchel, Paul Heinrich Wilhelm Lichtwark, Ascan Lutteroth, Aenderly Möller, Karl Josef Müller, Paul Müller-Kaempff, Carl Oderich, Otto Pieper, Julius Christian Rehder, Martin Rehder, Hermann Rieck, Carl Rotte, Friedrich Schaper, Carl Schildt, Martin Schmidt, Friedrich Wilhelm Schwinge, Arthur Siebelist, Julius Simmonds, Eduard Steinbach und Walter Zehle. – Gedächtnisausstellung innerhalb der Ausstellung: Hermann Rudolph Hardorff, Otto Sigismund Runge, Hermann Steinfurth, Jacob Gensler, Martin Gensler, Georg Haeselich, Franz Heesche, Hans Beckmann und Valentin Ruths.[76]
- 1909: Kunstverein in Hamburg – Ausstellende Künstler waren Carl Becker, Adolph Behrens, Arthur Bock, Julius von Ehren, Ernst Eitner, Otto Fischer-Trachau, Sophus Hansen, Hugo Häring, Hugo Friedrich Hartmann, Carl Hermannes, Richard Hünten, Arthur Illies, Reinhard Paul Junghanns, Max Kuchel, Paul Heinrich Wilhelm Lichtwark, Ascan Lutteroth, Aenderly Möller, Karl Josef Müller, Paul Müller-Kaempff, Carl Oderich, Carl August Heinrich Ferdinand Oesterley, Carl Rathjen, Julius Christian Rehder, Martin Rehder, Hermann Rieck, Carl Rotte, Friedrich Schaper, Carl Schildt, Martin Schmidt, Arthur Siebelist, Julius Simmonds, Eduard Steinbach, Ernst Wiemann und Rudolf Jacob Zeller.[77]
- 1910: Kunstverein in Hamburg  – Ausstellende Künstler waren Carl Becker, Adolph Behrens, Arthur Bock, Julius von Ehren, Ernst Eitner, Sophus Hansen, Hugo Friedrich Hartmann, Carl Hermannes, Reinhard Paul Junghanns, Hermann Kauffmann der Jüngere, Max Kuchel, Paul Heinrich Wilhelm Lichtwark, Ascan Lutteroth, Aenderly Möller, Karl Josef Müller, Paul Müller-Kaempff, Carl August Heinrich Ferdinand Oesterley, Otto Pieper, Julius Christian Rehder, Friedrich Schaper, Carl (auch Karl) Schildt, Friedrich Wilhelm Schwinge, Arthur Siebelist, Julius Simmonds, Eduard Steinbach und Ernst Wiemann.[78]
- 1916: Ausstellung im Johanneum am Speersort, veranstaltet vom Kunstverein in Hamburg – Ausstellende Künstler waren Friedrich Ahlers-Hestermann, Ludolf Albrecht, Hermann Cornils, Henning Edens, Hugo Adolf Eggeling, Julius von Ehren, Ernst Eitner, Otto Fischer-Trachau, Claus Heinrich (auch Hinrich) Hadenfeld, Sophus Hansen, Hugo Friedrich Hartmann, Ludwig Herms, Richard Hünten, Reinhard Paul Junghanns, Leopold von Kalckreuth, Max Kuchel, Paul Heinrich Wilhelm Lichtwark, Friedrich Lissmann, Ascan Lutteroth, Wilhelm Mann, Aenderly Möller, Karl Josef Müller, Benedikt Momme Nissen, Otto Pieper, Carl Rathjen, Friedrich Schaper, Carl (auch Karl) Schildt, Martin Schmidt, Arthur Siebelist, Julius Simmonds, Eduard Steinbach, Arthur Storch, Paul Storm und Rudolf Jacob Zeller.[79][80]
- 1917: Kunstverein in Hamburg, Sonderausstellung – Ausstellende Künstler waren Friedrich Ahlers-Hestermann, Hermann Bruck, Ludolf Albrecht, Henning Edens, Hugo Adolf Eggeling, Julius von Ehren, Ernst Eitner, Otto Fischer-Trachau, Sophus Hansen, Hugo Friedrich Hartmann, Paul Henle, Ludwig Herms, Richard Hünten, Reinhard Paul Junghanns, Max Kuchel, Paul Heinrich Wilhelm Lichtwark, Ascan Lutteroth, Wilhelm Mann, Aenderly Möller, Franz Nölken, Carl Rathjen, Julius Christian Rehder, Hermann Rieck, Friedrich Schaper, Carl (auch Karl) Schildt, Gustav Schmid-Goertz, Martin Schmidt, Gustav Schmid-Goertz, Arthur Siebelist, Julius Simmonds, Eduard Steinbach, Arthur Storch, Paul Storm, Hans Vogel und Rudolf Jacob Zeller.[81]
- 1918: Kunstverein in Hamburg, Sonderausstellung – Ausstellende Künstler waren Friedrich Ahlers-Hestermann, Hermann Cornils, Henning Edens, Julius von Ehren, Ernst Eitner, Sophus Hansen, Hugo Friedrich Hartmann, Paul William Henle, Ludwig Herms, Richard Hünten, Leopold von Kalckreuth, Paul Kahler, Max Kuchel, Paul Lichtwark, Ascan Lutteroth, Wilhelm Mann, Aenderly Möller, Karl Josef Müller, Franz Nölken, Otto Pieper, Carl Rathjen, Julius Christian Rehder, Hermann Rieck, Friedrich Schaper, Carl Schildt, Walter Schimmelpfeng, Gustav Schmid-Goertz, Martin Schmidt, Arthur Siebelist, Julius Simmonds, Wilhelm Spethmann, Eduard Steinbach, Paul Storm, Hans Vogel und Rudolf Jacob Zeller.[82]
- 1919: Kunstverein in Hamburg – Ausstellende Künstler waren Friedrich Ahlers-Hestermann, Ludolf Albrecht, Hans Behrens, Arthur Bock, Henning Edens, Julius von Ehren, Ernst Eitner, Otto Fischer-Trachau, Fritz Flinte, Sophus Hansen, Hugo Friedrich Hartmann, Paul William Henle, Carl (Heinz) Hermannes, Ludwig Herms, Richard Hünten, Reinhard Paul Junghanns, Hermann Kauffmann der Jüngere, Paul Kayser, Max Kuchel, Carl Langhein, Paul Heinrich Wilhelm Lichtwark, Ascan Lutteroth, Wilhelm Mann, Aenderly Möller, Karl Josef Müller, Otto Pieper, Carl Rathjen, Julius Christian Rehder, Martin Rehder, Hermann Rieck, Friedrich Schaper, Carl Schildt, Walter Schimmelpfeng, Gustav Schmid-Goertz, Arthur Siebelist, Julius Simmonds, Emil Smidt, Arthur Storch, Paul Storm, Oskar Erwin Ulmer, Hans Vogel und Hans Würffel.[83]
- 1921: Bildnis und Stilleben, Hansa-Werkstätten, Hamburg – Ausstellende Künstler war unter anderen Friedrich Ahlers-Hestermann, Ludolf Albrecht, Ernst Eitner, Arnold Fiedler, Fritz Flinte, (Carl Albert) Rudolf Fredderich, Arthur Illies, Leopold von Kalckreuth, Richard Luksch, Emil Maetzel, Wilhelm Mann, Franz Nölken, Anita Rée, Friedrich Schaper, Arthur Siebelist, Walther Tanck (1894–1954) und Rudolf Jacob Zeller.[84]
- 1924: Galerie Commeter – Ein ausstellender Künstler war unter anderen Arnold Fiedler.
- 1925: Weihnachtsausstellung im Kunstsalon Langhagen & Harnisch am Gänsemarkt 6 – 31 Künstler zeigten 120 Werke, darunter Ludolf Albrecht, Hans Eberhard Bahre, Franz Beck, Paul Bollmann, Karl Dehmann, Henning Edens, Ernst Eitner, Alphons Ely, Fritz Flinte, (Carl Albert) Rudolf Fredderich, Willy Habl, Sophus Hansen, Richard Hünten, Maximilian Jahns, Reinhard Paul Junghanns, Max Kahlke, Leopold von Kalckreuth, Max Kuchel, Wilhelm Mann, Paul Mechlen, Johannes Poppen, O. Poppen ?, Friedrich Schaper, Gustav Schmid-Goertz, Emil Smidt, Will Spanier, Julius Wohlers und Hans Würffel.[85]
- 1926: Weihnachtsausstellung im Kunstsalon Maria Kunde im Bieberhaus – Ausstellende Künstler waren Ludolf Albrecht, Hans Eberhard Bahre, Franz Beck, Henning Edens, Ernst Eitner, Alphons Ely, Margarete Federmann, (Carl Albert) Rudolf Fredderich, Richard Hünten, Reinhard Paul Junghanns, Paul Heinrich Wilhelm Lichtwark, Wilhelm Mann, Paul Mechlen, Emmerich Oehler, Hermann Rieck, Friedrich Schaper, Gustav Schmid-Goertz, Emil Smidt und Karl Spethmann.[86]
- 1930: Jahresausstellung im Kunstverein in Hamburg – Ausstellende Künstler waren Ludolf Albrecht, Hans Eberhard Bahre, Franz Beck, Ary Bergen, Werner Bley, Carl Blohm, Paul Bögemann, Paul Bollmann, Paul Brill, Henning Edens, Ernst Eitner, Alphons Ely, Fritz Flebbe, Fritz Flinte, Rudolf Fredderich, Georg Greve-Lindau, Willy Habl, Hinrich Hadenfeld, Hugo Friedrich Hartmann, Paul William Henle, August Henneberger, Arthur Holm, Maximilian Jahns, Fritz Jansen, Arthur Illies, Otto Illies, Reinhard Paul Junghanns, Leopold von Kalckreuth, Wilhelm Friedrich Kirschler, Richard Kuöhl, Ludwig Kunstmann, Wilhelm Mann, Paul Mechlen, Ernst Odefey, Emmerich Oehler, Johannes Poppen, Julius Christian Rehder, Heinrich Rode, Friedrich Schaper, Gustav Schmid-Goertz, Arthur Siebelist, Emil Smidt, Will Spanier, Karl Spethmann, Paul Storm, Otto Thämer, Felix Weckeiser, Frido Witte und Werner Zeppenfeld.[87]
- 1932: Hundert-Jahr-Ausstellung des Hamburger Künstlervereins in der Hamburger Kunsthalle – Ausstellende Künstler waren Friedrich Ahlers-Hestermann, Ludolf Albrecht, Franz Beck, Werner Bley, Paul Bögemann, Paul Bollmann, Erich Brill, Henning Emil Edens, Julius von Ehren, Ernst Eitner, Alphons Ely, Otto Fischer-Trachau, Fritz Flinte, Rudolf Fredderich, Fritz Friedrichs, Georg Greve-Lindau, Willy Habl, Hinrich Hadenfeld, Hugo Friedrich Hartmann, Paul Henle, Carl Hermannes, Bernhard Friedrich August Höltzer, Arthur Holm, Fritz Höger, Otto Illies, Maximilian Jahns, Fritz Jansen, Reinhard Paul Junghanns, Wilhelm Kirschler, Ludwig Kunstmann, Wilhelm Mann, Paul Mechlen, Aenderly Möller, Ernst Odefey, Emmerich Oehler, Johannes Poppen, Julius Christian Rehder, Heinrich Rode, Friedrich Schaper, Gustav Schmid-Goertz, Arthur Siebelist, Emil Smidt, Will Spanier, Karl Spethmann, Paul Storm, Otto Thämer, Oskar Erwin Ulmer, Frido Witte und Julius Wohlers. Gezeigte Kunstwerke von verstorbenen Künstlern waren von Louis Asher, Adolf Carl, Johann Hermann Carmiencke, Carl Gottfried Eybe, Günther Gensler, Jacob Gensler, Georg Haeselich, Marcus Haeselich, Franz Heesche, Thomas Herbst, Leopold von Kalckreuth, Hermann Kauffmann, Ascan Lutteroth, Heinrich Martens, Carl Julius Milde, Christian Morgenstern, Franz Nölken, Carl Rodeck, Carl Rotte, Otto Sigismund Runge, Valentin Ruths, Robert Schneider, Hans Speckter, Otto Speckter, Hermann Steinfurth, Heinrich Stuhlmann, Adolph Friedrich Vollmer und Friedrich Wasmann.[88]
- 1935: Frühjahrsausstellung im Kunstverein in Hamburg – Unter den gezeigten und den 24 ausstellenden Künstlern waren Franz Beck, Werner Bley, Ernst Eitner, Willy Habl, Claus Heinrich (auch Hinrich) Hadenfeld, Thomas Herbst, Fritz Höger, Leopold von Kalckreuth, Ludwig Kunstmann, Franz Nölken, Johannes Poppen, Adolf Heinrich Rode, Philipp Otto Runge, Friedrich Schaper, Arthur Siebelist, Hermann Steinfurth, Friedrich Wasmann und Julius Wohlers.[89]
- 1968: Ausstellung des Hamburger Künstlervereins im Hein-Gas-Haus – Ausstellende Künstler waren Franz Beck, Rolf Böhlig, Fritz Jansen, Albert Feser, Hans Hausfeldt, Walter Kaiser, Volker Koy, Willi Voss und Hans Wrage.[90]

## Weitere Ausstellungen (Auswahl)
- 2019: Hamburger Schule – Das 19. Jahrhundert neu entdeckt (12. April bis 14. Juli), Hamburger Kunsthalle (darunter Werke vieler Mitglieder des Künstlervereins, z. B. Günther Genslers Die Mitglieder des Hamburger Künstlervereins und Hamburger Künstler sowie der Lukaspokal.)

## Publikationen
- Jahresausstellung 1930 des Hamburger Künstler-Vereins im Kunstverein in Hamburg (PDF-Datei)
- Gustav Pauli, Peter Hirschfeld, Karl Wilhelm Tesdorpf und Hans Leip: Hundert Jahre Hamburger Kunst. 1832–1932. Verlag Br. Sachse, Hamburg 1932 (mit Mitgliederliste des Vereins und Ausstellungsliste 1932) (Digitalisat)
- Weitere Ausstellungskataloge